# Llista d'asteroides (427001-428000)
Llista d'asteroides del 427.001 al 428.000, amb data de descoberta i descobridor. És un fragment de la llista d'asteroides completa. Als asteroides se'ls dona un número quan es confirma la seva òrbita, per tant apareixen llistats aproximadament segons la data de descobriment.

## 427001– 427100
| Nom    | Designació provisional | Data de descobriment   | Lloc de descobriment | Descobridor/s        |
| ------ | ---------------------- | ---------------------- | -------------------- | -------------------- |
| 427001 | 2014 QA387             | 25 d'abril de 2007     | Kitt Peak            | Spacewatch           |
| 427002 | 2014 QA409             | 12 de novembre de 2006 | Mount Lemmon         | Mt. Lemmon Survey    |
| 427003 | 2014 QF409             | 29 de juliol de 2008   | Mount Lemmon         | Mt. Lemmon Survey    |
| 427004 | 2014 QM432             | 17 de novembre de 2006 | Mount Lemmon         | Mt. Lemmon Survey    |
| 427005 | 2014 QP438             | 4 de desembre de 2007  | Catalina             | CSS                  |
| 427006 | 2014 RV6               | 4 de setembre de 2010  | Kitt Peak            | Spacewatch           |
| 427007 | 2014 RP18              | 8 de juny de 2005      | Siding Spring        | Siding Spring Survey |
| 427008 | 2014 SJ165             | 20 de juny de 2010     | Mount Lemmon         | Mt. Lemmon Survey    |
| 427009 | 2014 SZ206             | 6 d'abril de 2008      | Kitt Peak            | Spacewatch           |
| 427010 | 2014 SH207             | 3 de desembre de 2010  | Mount Lemmon         | Mt. Lemmon Survey    |
| 427011 | 2014 SN207             | 18 de desembre de 2007 | Mount Lemmon         | Mt. Lemmon Survey    |
| 427012 | 2014 SN208             | 4 de març de 2006      | Kitt Peak            | Spacewatch           |
| 427013 | 2014 SR209             | 20 de maig de 2006     | Kitt Peak            | Spacewatch           |
| 427014 | 2014 SG210             | 14 de desembre de 2001 | Kitt Peak            | Spacewatch           |
| 427015 | 2014 SY212             | 24 de maig de 2006     | Kitt Peak            | Spacewatch           |
| 427016 | 2014 SO214             | 1 d'octubre de 2005    | Catalina             | CSS                  |
| 427017 | 2014 SB215             | 14 de juliol de 2009   | Kitt Peak            | Spacewatch           |
| 427018 | 2014 SR215             | 20 d'octubre de 2003   | Socorro              | LINEAR               |
| 427019 | 2014 SM216             | 9 de desembre de 2010  | Catalina             | CSS                  |
| 427020 | 2014 ST218             | 15 de gener de 2005    | Kitt Peak            | Spacewatch           |
| 427021 | 2014 SA219             | 23 de novembre de 2003 | Kitt Peak            | Spacewatch           |
| 427022 | 2014 SF219             | 1 de març de 2008      | Mount Lemmon         | Mt. Lemmon Survey    |
| 427023 | 2014 SP219             | 10 de setembre de 2008 | Siding Spring        | Siding Spring Survey |
| 427024 | 2014 SZ229             | 27 de març de 2008     | Mount Lemmon         | Mt. Lemmon Survey    |
| 427025 | 2014 SN258             | 30 de novembre de 2005 | Kitt Peak            | Spacewatch           |
| 427026 | 2014 SJ265             | 28 d'agost de 2005     | Anderson Mesa        | LONEOS               |
| 427027 | 2014 SW285             | 16 de setembre de 2003 | Kitt Peak            | Spacewatch           |
| 427028 | 2014 SZ306             | 22 d'octubre de 2003   | Kitt Peak            | Spacewatch           |
| 427029 | 2014 SS308             | 15 de novembre de 2003 | Kitt Peak            | Spacewatch           |
| 427030 | 2014 SL309             | 23 de setembre de 2008 | Kitt Peak            | Spacewatch           |
| 427031 | 2014 SV309             | 14 d'abril de 2008     | Mount Lemmon         | Mt. Lemmon Survey    |
| 427032 | 2014 SN312             | 30 de gener de 2011    | Mount Lemmon         | Mt. Lemmon Survey    |
| 427033 | 2014 SV323             | 29 de setembre de 2008 | Mount Lemmon         | Mt. Lemmon Survey    |
| 427034 | 2014 SS325             | 20 d'abril de 2007     | Kitt Peak            | Spacewatch           |
| 427035 | 2014 SC328             | 24 de setembre de 2000 | Anderson Mesa        | LONEOS               |
| 427036 | 2014 SM336             | 15 de desembre de 2006 | Kitt Peak            | Spacewatch           |
| 427037 | 2014 TG5               | 24 de novembre de 2003 | Kitt Peak            | Spacewatch           |
| 427038 | 2014 TH5               | 30 de setembre de 2005 | Mount Lemmon         | Mt. Lemmon Survey    |
| 427039 | 2014 TH6               | 27 d'octubre de 2005   | Mount Lemmon         | Mt. Lemmon Survey    |
| 427040 | 2014 TZ29              | 7 d'octubre de 2004    | Anderson Mesa        | LONEOS               |
| 427041 | 2014 TH30              | 10 de setembre de 2007 | Catalina             | CSS                  |
| 427042 | 2014 TN31              | 9 de març de 2005      | Catalina             | CSS                  |
| 427043 | 2014 TE37              | 16 de desembre de 1993 | Kitt Peak            | Spacewatch           |
| 427044 | 2014 TK44              | 14 de setembre de 2005 | Kitt Peak            | Spacewatch           |
| 427045 | 2014 TX55              | 25 de març de 2006     | Kitt Peak            | Spacewatch           |
| 427046 | 2014 TG56              | 25 d'octubre de 2005   | Kitt Peak            | Spacewatch           |
| 427047 | 2014 TP56              | 3 de maig de 2008      | Mount Lemmon         | Mt. Lemmon Survey    |
| 427048 | 2014 TC58              | 13 de gener de 2000    | Kitt Peak            | Spacewatch           |
| 427049 | 2014 TB59              | 29 d'octubre de 2005   | Catalina             | CSS                  |
| 427050 | 2014 TV65              | 15 de gener de 1999    | Kitt Peak            | Spacewatch           |
| 427051 | 2014 TF67              | 24 d'agost de 2001     | Anderson Mesa        | LONEOS               |
| 427052 | 2014 TE69              | 5 de novembre de 2005  | Kitt Peak            | Spacewatch           |
| 427053 | 2014 TM69              | 24 de novembre de 2000 | Kitt Peak            | Spacewatch           |
| 427054 | 2014 TT70              | 10 de gener de 2011    | Kitt Peak            | Spacewatch           |
| 427055 | 2014 TQ72              | 27 de setembre de 2009 | Mount Lemmon         | Mt. Lemmon Survey    |
| 427056 | 2014 TW73              | 18 de desembre de 2004 | Mount Lemmon         | Mt. Lemmon Survey    |
| 427057 | 2014 TN82              | 2 de desembre de 2005  | Kitt Peak            | Spacewatch           |
| 427058 | 2014 TX83              | 11 de novembre de 2010 | Kitt Peak            | Spacewatch           |
| 427059 | 2014 TD84              | 17 de novembre de 2007 | Kitt Peak            | Spacewatch           |
| 427060 | 2014 TE84              | 11 de febrer de 2008   | Kitt Peak            | Spacewatch           |
| 427061 | 2014 UD                | 20 de desembre de 2009 | Kitt Peak            | Spacewatch           |
| 427062 | 2014 UD4               | 29 de març de 2008     | Kitt Peak            | Spacewatch           |
| 427063 | 2014 UK7               | 10 de novembre de 2009 | Kitt Peak            | Spacewatch           |
| 427064 | 2014 UL9               | 8 de novembre de 2010  | Kitt Peak            | Spacewatch           |
| 427065 | 2014 UF10              | 29 de gener de 2011    | Mount Lemmon         | Mt. Lemmon Survey    |
| 427066 | 2014 UW14              | 19 de novembre de 2001 | Socorro              | LINEAR               |
| 427067 | 2014 UF15              | 28 de novembre de 2006 | Mount Lemmon         | Mt. Lemmon Survey    |
| 427068 | 2014 UK15              | 28 de setembre de 2009 | Mount Lemmon         | Mt. Lemmon Survey    |
| 427069 | 2014 UU18              | 17 de gener de 2005    | Kitt Peak            | Spacewatch           |
| 427070 | 2014 UM19              | 1 d'octubre de 2005    | Kitt Peak            | Spacewatch           |
| 427071 | 2014 UX20              | 13 de setembre de 2007 | Kitt Peak            | Spacewatch           |
| 427072 | 2014 UF22              | 24 de novembre de 2003 | Kitt Peak            | Spacewatch           |
| 427073 | 2014 UM22              | 8 d'abril de 2008      | Kitt Peak            | Spacewatch           |
| 427074 | 2014 UV22              | 1 de desembre de 2003  | Kitt Peak            | Spacewatch           |
| 427075 | 2014 UR23              | 3 de novembre de 2005  | Catalina             | CSS                  |
| 427076 | 2014 UJ24              | 24 de setembre de 2008 | Kitt Peak            | Spacewatch           |
| 427077 | 2014 UQ24              | 8 d'octubre de 2008    | Catalina             | CSS                  |
| 427078 | 2014 UE25              | 11 d'abril de 2003     | Kitt Peak            | Spacewatch           |
| 427079 | 2014 UO30              | 6 de desembre de 2010  | Mount Lemmon         | Mt. Lemmon Survey    |
| 427080 | 2014 UX32              | 20 de novembre de 2009 | Kitt Peak            | Spacewatch           |
| 427081 | 2014 UO40              | 31 de gener de 2006    | Kitt Peak            | Spacewatch           |
| 427082 | 2014 UJ41              | 2 de novembre de 2005  | Mount Lemmon         | Mt. Lemmon Survey    |
| 427083 | 2014 UG42              | 30 de setembre de 2005 | Mount Lemmon         | Mt. Lemmon Survey    |
| 427084 | 2014 UE43              | 27 de novembre de 2006 | Mount Lemmon         | Mt. Lemmon Survey    |
| 427085 | 2014 UN43              | 3 de novembre de 2005  | Kitt Peak            | Spacewatch           |
| 427086 | 2014 UA44              | 27 de setembre de 2000 | Kitt Peak            | Spacewatch           |
| 427087 | 2014 UJ44              | 19 de novembre de 2003 | Kitt Peak            | Spacewatch           |
| 427088 | 2014 UL45              | 29 de setembre de 2005 | Anderson Mesa        | LONEOS               |
| 427089 | 2014 UR45              | 14 d'octubre de 2010   | Mount Lemmon         | Mt. Lemmon Survey    |
| 427090 | 2014 US45              | 24 de setembre de 2008 | Mount Lemmon         | Mt. Lemmon Survey    |
| 427091 | 2014 UL46              | 18 d'octubre de 1992   | Kitt Peak            | Spacewatch           |
| 427092 | 2014 UM46              | 22 d'agost de 2004     | Kitt Peak            | Spacewatch           |
| 427093 | 2014 UN46              | 17 de setembre de 2003 | Kitt Peak            | Spacewatch           |
| 427094 | 2014 UY46              | 3 de març de 2000      | Kitt Peak            | Spacewatch           |
| 427095 | 2014 UM53              | 26 d'octubre de 2003   | Kitt Peak            | Spacewatch           |
| 427096 | 2014 UQ53              | 16 de setembre de 2003 | Kitt Peak            | Spacewatch           |
| 427097 | 2014 UU53              | 16 de setembre de 2003 | Kitt Peak            | Spacewatch           |
| 427098 | 2014 UW53              | 19 de novembre de 2003 | Kitt Peak            | Spacewatch           |
| 427099 | 2014 UD56              | 21 de setembre de 2008 | Mount Lemmon         | Mt. Lemmon Survey    |
| 427100 | 2014 UF62              | 27 d'octubre de 1995   | Kitt Peak            | Spacewatch           |

## 427101– 427200
| Nom    | Designació provisional | Data de descobriment   | Lloc de descobriment | Descobridor/s          |
| ------ | ---------------------- | ---------------------- | -------------------- | ---------------------- |
| 427101 | 2014 UK62              | 7 de desembre de 2005  | Kitt Peak            | Spacewatch             |
| 427102 | 2014 UF64              | 2 de maig de 2000      | Kitt Peak            | Spacewatch             |
| 427103 | 2014 UA67              | 30 de setembre de 2009 | Mount Lemmon         | Mt. Lemmon Survey      |
| 427104 | 2014 UO67              | 8 de desembre de 2010  | Kitt Peak            | Spacewatch             |
| 427105 | 2014 UT67              | 20 de gener de 2002    | Kitt Peak            | Spacewatch             |
| 427106 | 2014 UW67              | 13 de maig de 2008     | Mount Lemmon         | Mt. Lemmon Survey      |
| 427107 | 2014 UB80              | 19 d'octubre de 1999   | Kitt Peak            | Spacewatch             |
| 427108 | 2014 UC83              | 25 de febrer de 2012   | Catalina             | CSS                    |
| 427109 | 2014 UU84              | 26 de setembre de 2005 | Kitt Peak            | Spacewatch             |
| 427110 | 2014 UB86              | 2 d'abril de 2005      | Mount Lemmon         | Mt. Lemmon Survey      |
| 427111 | 2014 UU88              | 10 de desembre de 2009 | Mount Lemmon         | Mt. Lemmon Survey      |
| 427112 | 2014 UV89              | 18 de març de 2007     | Kitt Peak            | Spacewatch             |
| 427113 | 2014 UD92              | 23 de març de 2004     | Kitt Peak            | Spacewatch             |
| 427114 | 2014 UE92              | 27 de desembre de 1997 | Kitt Peak            | Spacewatch             |
| 427115 | 2014 UH94              | 19 d'agost de 2010     | XuYi                 | PMO NEO Survey Program |
| 427116 | 2014 UO94              | 20 de setembre de 2001 | Socorro              | LINEAR                 |
| 427117 | 2014 UX94              | 1 de març de 2009      | Mount Lemmon         | Mt. Lemmon Survey      |
| 427118 | 2014 UM95              | 5 de març de 2006      | Mount Lemmon         | Mt. Lemmon Survey      |
| 427119 | 2014 UO95              | 19 d'octubre de 2003   | Kitt Peak            | Spacewatch             |
| 427120 | 2014 UA96              | 22 d'octubre de 2003   | Kitt Peak            | Spacewatch             |
| 427121 | 2014 UD97              | 22 d'octubre de 2009   | Mount Lemmon         | Mt. Lemmon Survey      |
| 427122 | 2014 UA98              | 4 de gener de 2011     | Mount Lemmon         | Mt. Lemmon Survey      |
| 427123 | 2014 UK99              | 24 de setembre de 2005 | Kitt Peak            | Spacewatch             |
| 427124 | 2014 UN99              | 19 de novembre de 2003 | Kitt Peak            | Spacewatch             |
| 427125 | 2014 UL100             | 15 de març de 2004     | Kitt Peak            | Spacewatch             |
| 427126 | 2014 UR100             | 11 de setembre de 2010 | Kitt Peak            | Spacewatch             |
| 427127 | 2014 UY100             | 14 de desembre de 2001 | Socorro              | LINEAR                 |
| 427128 | 2014 UC101             | 27 d'octubre de 1995   | Kitt Peak            | Spacewatch             |
| 427129 | 2014 UK101             | 31 de gener de 2009    | Mount Lemmon         | Mt. Lemmon Survey      |
| 427130 | 2014 UY102             | 3 de juliol de 2005    | Mount Lemmon         | Mt. Lemmon Survey      |
| 427131 | 2014 UN105             | 18 de setembre de 2010 | Mount Lemmon         | Mt. Lemmon Survey      |
| 427132 | 2014 UA106             | 6 de desembre de 2007  | Mount Lemmon         | Mt. Lemmon Survey      |
| 427133 | 2014 UW113             | 18 d'agost de 2009     | Kitt Peak            | Spacewatch             |
| 427134 | 2014 UB114             | 30 de desembre de 2007 | Kitt Peak            | Spacewatch             |
| 427135 | 2014 UV117             | 8 de gener de 2011     | Mount Lemmon         | Mt. Lemmon Survey      |
| 427136 | 2014 UC127             | 2 d'octubre de 2003    | Kitt Peak            | Spacewatch             |
| 427137 | 2014 UW132             | 22 de setembre de 2008 | Mount Lemmon         | Mt. Lemmon Survey      |
| 427138 | 2014 UG135             | 28 de març de 2009     | Kitt Peak            | Spacewatch             |
| 427139 | 2014 UK135             | 13 de setembre de 2007 | Mount Lemmon         | Mt. Lemmon Survey      |
| 427140 | 2014 UR135             | 30 de desembre de 2007 | Kitt Peak            | Spacewatch             |
| 427141 | 2014 UW135             | 5 d'octubre de 2003    | Kitt Peak            | Spacewatch             |
| 427142 | 2014 UB139             | 20 de novembre de 2009 | Kitt Peak            | Spacewatch             |
| 427143 | 2014 UL140             | 16 de maig de 2005     | Mount Lemmon         | Mt. Lemmon Survey      |
| 427144 | 2014 UD148             | 7 d'octubre de 2004    | Kitt Peak            | Spacewatch             |
| 427145 | 2014 UM148             | 24 de setembre de 1995 | Kitt Peak            | Spacewatch             |
| 427146 | 2014 UQ155             | 30 de març de 2010     | WISE                 | WISE                   |
| 427147 | 2014 UL156             | 30 de gener de 2006    | Kitt Peak            | Spacewatch             |
| 427148 | 2014 UY157             | 20 d'octubre de 2007   | Mount Lemmon         | Mt. Lemmon Survey      |
| 427149 | 2014 UA171             | 22 d'abril de 2007     | Kitt Peak            | Spacewatch             |
| 427150 | 2014 UC171             | 29 d'octubre de 2003   | Kitt Peak            | Spacewatch             |
| 427151 | 2014 UF175             | 22 d'octubre de 2003   | Anderson Mesa        | LONEOS                 |
| 427152 | 2014 UN175             | 8 d'agost de 2005      | Siding Spring        | Siding Spring Survey   |
| 427153 | 2014 UU175             | 1 de febrer de 1995    | Kitt Peak            | Spacewatch             |
| 427154 | 2014 UJ178             | 14 de març de 2007     | Kitt Peak            | Spacewatch             |
| 427155 | 2014 UZ181             | 27 de setembre de 2009 | Kitt Peak            | Spacewatch             |
| 427156 | 2014 UF183             | 20 de setembre de 2001 | Socorro              | LINEAR                 |
| 427157 | 2014 UQ183             | 19 de novembre de 2003 | Kitt Peak            | Spacewatch             |
| 427158 | 2014 UA185             | 7 de gener de 2006     | Mount Lemmon         | Mt. Lemmon Survey      |
| 427159 | 2014 UA186             | 24 d'octubre de 2005   | Kitt Peak            | Spacewatch             |
| 427160 | 2014 UP186             | 16 de setembre de 2009 | Kitt Peak            | Spacewatch             |
| 427161 | 2014 UY186             | 10 d'agost de 2007     | Kitt Peak            | Spacewatch             |
| 427162 | 2014 UC187             | 30 de setembre de 2005 | Mount Lemmon         | Mt. Lemmon Survey      |
| 427163 | 2014 UQ189             | 25 de gener de 2009    | Kitt Peak            | Spacewatch             |
| 427164 | 2014 UT190             | 15 de desembre de 2001 | Socorro              | LINEAR                 |
| 427165 | 2014 UX191             | 27 de gener de 2007    | Catalina             | CSS                    |
| 427166 | 2014 UH193             | 18 de setembre de 2010 | Mount Lemmon         | Mt. Lemmon Survey      |
| 427167 | 2014 UC197             | 8 de juliol de 2010    | WISE                 | WISE                   |
| 427168 | 2014 UH197             | 1 d'octubre de 2008    | Mount Lemmon         | Mt. Lemmon Survey      |
| 427169 | 2014 UU197             | 13 de desembre de 2006 | Kitt Peak            | Spacewatch             |
| 427170 | 2014 UU199             | 26 de març de 2009     | Kitt Peak            | Spacewatch             |
| 427171 | 2014 UX199             | 9 d'octubre de 2008    | Mount Lemmon         | Mt. Lemmon Survey      |
| 427172 | 2014 UY205             | 22 de setembre de 2008 | Catalina             | CSS                    |
| 427173 | 2014 UZ208             | 26 de desembre de 2009 | Kitt Peak            | Spacewatch             |
| 427174 | 2014 UY214             | 19 de novembre de 2003 | Kitt Peak            | Spacewatch             |
| 427175 | 2014 UH215             | 27 de maig de 2008     | Kitt Peak            | Spacewatch             |
| 427176 | 2014 UO215             | 1 de desembre de 2003  | Socorro              | LINEAR                 |
| 427177 | 2014 UX215             | 21 de març de 2010     | WISE                 | WISE                   |
| 427178 | 2014 UJ216             | 1 de desembre de 2003  | Socorro              | LINEAR                 |
| 427179 | 2014 UD217             | 1 de novembre de 2006  | Mount Lemmon         | Mt. Lemmon Survey      |
| 427180 | 2014 VK                | 31 de gener de 2006    | Kitt Peak            | Spacewatch             |
| 427181 | 2014 VE1               | 11 de febrer de 2002   | Socorro              | LINEAR                 |
| 427182 | 2014 VF9               | 9 de novembre de 1999  | Kitt Peak            | Spacewatch             |
| 427183 | 2014 VX9               | 27 de setembre de 2003 | Kitt Peak            | Spacewatch             |
| 427184 | 2014 VM10              | 25 d'abril de 2007     | Mount Lemmon         | Mt. Lemmon Survey      |
| 427185 | 2014 VD11              | 17 de gener de 2007    | Kitt Peak            | Spacewatch             |
| 427186 | 2014 VA12              | 16 d'agost de 2009     | Catalina             | CSS                    |
| 427187 | 2014 VZ12              | 19 de maig de 2005     | Mount Lemmon         | Mt. Lemmon Survey      |
| 427188 | 2014 VB14              | 18 de setembre de 1998 | Caussols             | ODAS                   |
| 427189 | 2014 VD14              | 18 d'octubre de 2003   | Anderson Mesa        | LONEOS                 |
| 427190 | 2014 VH14              | 21 de novembre de 2003 | Socorro              | LINEAR                 |
| 427191 | 2014 VR16              | 16 de gener de 2005    | Kitt Peak            | Spacewatch             |
| 427192 | 2014 VG17              | 12 de setembre de 2007 | Catalina             | CSS                    |
| 427193 | 2014 VN19              | 28 de setembre de 2003 | Anderson Mesa        | LONEOS                 |
| 427194 | 2014 VW19              | 10 de desembre de 2004 | Kitt Peak            | Spacewatch             |
| 427195 | 2014 VT20              | 9 de maig de 1996      | Kitt Peak            | Spacewatch             |
| 427196 | 2014 VS21              | 29 de setembre de 2005 | Kitt Peak            | Spacewatch             |
| 427197 | 2014 VA22              | 29 d'octubre de 2005   | Mount Lemmon         | Mt. Lemmon Survey      |
| 427198 | 2014 VE22              | 6 de desembre de 2010  | Kitt Peak            | Spacewatch             |
| 427199 | 2014 VX25              | 21 de novembre de 1997 | Kitt Peak            | Spacewatch             |
| 427200 | 2014 VG28              | 31 d'octubre de 2005   | Mount Lemmon         | Mt. Lemmon Survey      |

## 427201– 427300
| Nom    | Designació provisional | Data de descobriment   | Lloc de descobriment | Descobridor/s     |
| ------ | ---------------------- | ---------------------- | -------------------- | ----------------- |
| 427201 | 2014 VK28              | 21 d'octubre de 2003   | Kitt Peak            | Spacewatch        |
| 427202 | 2014 VR31              | 20 de novembre de 2001 | Socorro              | LINEAR            |
| 427203 | 2014 VY32              | 24 de novembre de 2003 | Kitt Peak            | Spacewatch        |
| 427204 | 2014 VA35              | 30 de setembre de 2005 | Mount Lemmon         | Mt. Lemmon Survey |
| 427205 | 2014 VO36              | 28 de desembre de 2005 | Kitt Peak            | Spacewatch        |
| 427206 | 2014 VQ37              | 23 d'octubre de 2003   | Anderson Mesa        | LONEOS            |
| 427207 | 2014 WM                | 26 de febrer de 2011   | Mount Lemmon         | Mt. Lemmon Survey |
| 427208 | 2014 WN                | 4 de maig de 2009      | Mount Lemmon         | Mt. Lemmon Survey |
| 427209 | 2014 WJ2               | 20 d'octubre de 2003   | Kitt Peak            | Spacewatch        |
| 427210 | 2014 WU2               | 29 de gener de 1995    | Kitt Peak            | Spacewatch        |
| 427211 | 2014 WA3               | 31 d'octubre de 2010   | Kitt Peak            | Spacewatch        |
| 427212 | 2014 WX3               | 23 de març de 2006     | Kitt Peak            | Spacewatch        |
| 427213 | 2014 WV8               | 24 d'octubre de 2009   | Kitt Peak            | Spacewatch        |
| 427214 | 2014 WM10              | 21 de setembre de 2009 | Mount Lemmon         | Mt. Lemmon Survey |
| 427215 | 2014 WS10              | 6 d'octubre de 2005    | Mount Lemmon         | Mt. Lemmon Survey |
| 427216 | 2014 WK13              | 13 de desembre de 2004 | Kitt Peak            | Spacewatch        |
| 427217 | 2014 WE14              | 4 de març de 1997      | Kitt Peak            | Spacewatch        |
| 427218 | 2014 WU18              | 14 de setembre de 2005 | Kitt Peak            | Spacewatch        |
| 427219 | 2014 WK22              | 30 d'octubre de 2007   | Kitt Peak            | Spacewatch        |
| 427220 | 2014 WS22              | 28 de setembre de 2000 | Kitt Peak            | Spacewatch        |
| 427221 | 2014 WB31              | 1 d'octubre de 2003    | Anderson Mesa        | LONEOS            |
| 427222 | 2014 WS33              | 7 d'octubre de 2004    | Kitt Peak            | Spacewatch        |
| 427223 | 2014 WT34              | 17 de novembre de 2006 | Kitt Peak            | Spacewatch        |
| 427224 | 2014 WQ41              | 18 de novembre de 2003 | Kitt Peak            | Spacewatch        |
| 427225 | 2014 WP42              | 23 de setembre de 2000 | Anderson Mesa        | LONEOS            |
| 427226 | 2014 WX43              | 22 d'octubre de 2005   | Kitt Peak            | Spacewatch        |
| 427227 | 2014 WZ44              | 26 de maig de 2007     | Mount Lemmon         | Mt. Lemmon Survey |
| 427228 | 2014 WZ47              | 10 de novembre de 2009 | Kitt Peak            | Spacewatch        |
| 427229 | 2014 WP48              | 23 d'octubre de 2006   | Mount Lemmon         | Mt. Lemmon Survey |
| 427230 | 2014 WK50              | 29 d'abril de 2008     | Mount Lemmon         | Mt. Lemmon Survey |
| 427231 | 2014 WO54              | 20 de novembre de 2009 | Kitt Peak            | Spacewatch        |
| 427232 | 2014 WT54              | 1 de desembre de 2005  | Kitt Peak            | Spacewatch        |
| 427233 | 2014 WH55              | 19 d'octubre de 2003   | Kitt Peak            | Spacewatch        |
| 427234 | 2014 WR55              | 5 de desembre de 1999  | Kitt Peak            | Spacewatch        |
| 427235 | 2014 WB56              | 25 de novembre de 2006 | Mount Lemmon         | Mt. Lemmon Survey |
| 427236 | 2014 WM59              | 25 de febrer de 2007   | Mount Lemmon         | Mt. Lemmon Survey |
| 427237 | 2014 WH60              | 8 de febrer de 2002    | Kitt Peak            | Spacewatch        |
| 427238 | 2014 WC61              | 29 d'octubre de 2005   | Mount Lemmon         | Mt. Lemmon Survey |
| 427239 | 2014 WF61              | 2 de desembre de 2010  | Kitt Peak            | Spacewatch        |
| 427240 | 2014 WJ61              | 30 de novembre de 2005 | Kitt Peak            | Spacewatch        |
| 427241 | 2014 WZ61              | 29 de desembre de 2003 | Kitt Peak            | Spacewatch        |
| 427242 | 2014 WB65              | 24 d'octubre de 2005   | Kitt Peak            | Spacewatch        |
| 427243 | 2014 WR66              | 7 d'octubre de 2005    | Mount Lemmon         | Mt. Lemmon Survey |
| 427244 | 2014 WG67              | 25 de maig de 2006     | Mount Lemmon         | Mt. Lemmon Survey |
| 427245 | 2014 WM67              | 19 de novembre de 2003 | Kitt Peak            | Spacewatch        |
| 427246 | 2014 WU67              | 6 de gener de 2010     | Kitt Peak            | Spacewatch        |
| 427247 | 2014 WC70              | 9 d'agost de 2007      | Socorro              | LINEAR            |
| 427248 | 2014 WN70              | 6 d'abril de 2008      | Kitt Peak            | Spacewatch        |
| 427249 | 2014 WY74              | 9 de novembre de 2001  | Socorro              | LINEAR            |
| 427250 | 2014 WP76              | 18 de desembre de 2003 | Kitt Peak            | Spacewatch        |
| 427251 | 2014 WN85              | 22 d'agost de 2004     | Kitt Peak            | Spacewatch        |
| 427252 | 2014 WR96              | 8 de març de 2005      | Mount Lemmon         | Mt. Lemmon Survey |
| 427253 | 2014 WU102             | 1 de novembre de 1999  | Kitt Peak            | Spacewatch        |
| 427254 | 2014 WZ109             | 1 de febrer de 2006    | Kitt Peak            | Spacewatch        |
| 427255 | 2014 WT115             | 29 d'abril de 2006     | Kitt Peak            | Spacewatch        |
| 427256 | 2014 WQ117             | 25 de setembre de 2009 | Catalina             | CSS               |
| 427257 | 2014 WN118             | 10 de maig de 2005     | Kitt Peak            | Spacewatch        |
| 427258 | 2014 WV128             | 27 de novembre de 2011 | Mount Lemmon         | Mt. Lemmon Survey |
| 427259 | 2014 WW128             | 27 d'abril de 2008     | Mount Lemmon         | Mt. Lemmon Survey |
| 427260 | 2014 WE145             | 6 de desembre de 1996  | Kitt Peak            | Spacewatch        |
| 427261 | 2014 WW147             | 16 de novembre de 1998 | Kitt Peak            | Spacewatch        |
| 427262 | 2014 WV157             | 3 de novembre de 2005  | Kitt Peak            | Spacewatch        |
| 427263 | 2014 WL159             | 21 de març de 2009     | Kitt Peak            | Spacewatch        |
| 427264 | 2014 WO160             | 19 de setembre de 2006 | Catalina             | CSS               |
| 427265 | 2014 WN163             | 21 de novembre de 2005 | Kitt Peak            | Spacewatch        |
| 427266 | 2014 WO163             | 25 de setembre de 1998 | Kitt Peak            | Spacewatch        |
| 427267 | 2014 WS163             | 29 de desembre de 2003 | Socorro              | LINEAR            |
| 427268 | 2014 WJ166             | 13 de gener de 2008    | Kitt Peak            | Spacewatch        |
| 427269 | 2014 WO166             | 25 de novembre de 1997 | Kitt Peak            | Spacewatch        |
| 427270 | 2014 WT167             | 4 de gener de 2012     | Mount Lemmon         | Mt. Lemmon Survey |
| 427271 | 2014 WQ168             | 8 de gener de 2002     | Socorro              | LINEAR            |
| 427272 | 2014 WA170             | 16 de novembre de 2006 | Mount Lemmon         | Mt. Lemmon Survey |
| 427273 | 2014 WQ170             | 22 de desembre de 2003 | Kitt Peak            | Spacewatch        |
| 427274 | 2014 WK180             | 16 de desembre de 2004 | Kitt Peak            | Spacewatch        |
| 427275 | 2014 WG183             | 7 de desembre de 2005  | Kitt Peak            | Spacewatch        |
| 427276 | 2014 WY183             | 2 d'abril de 2005      | Mount Lemmon         | Mt. Lemmon Survey |
| 427277 | 2014 WF186             | 18 de setembre de 2003 | Kitt Peak            | Spacewatch        |
| 427278 | 2014 WV191             | 15 de gener de 2010    | Catalina             | CSS               |
| 427279 | 2014 WZ196             | 29 de febrer de 2008   | Kitt Peak            | Spacewatch        |
| 427280 | 2014 WN197             | 13 de maig de 1996     | Kitt Peak            | Spacewatch        |
| 427281 | 2014 WY197             | 11 de març de 2008     | Mount Lemmon         | Mt. Lemmon Survey |
| 427282 | 2014 WZ202             | 2 de novembre de 2007  | Catalina             | CSS               |
| 427283 | 2014 WN208             | 1 de desembre de 2003  | Socorro              | LINEAR            |
| 427284 | 2014 WK212             | 28 de desembre de 2005 | Kitt Peak            | Spacewatch        |
| 427285 | 2014 WM219             | 21 d'octubre de 2008   | Mount Lemmon         | Mt. Lemmon Survey |
| 427286 | 2014 WW230             | 11 de setembre de 2010 | Catalina             | CSS               |
| 427287 | 2014 WH231             | 10 d'octubre de 2008   | Mount Lemmon         | Mt. Lemmon Survey |
| 427288 | 2014 WE235             | 28 d'agost de 1995     | Kitt Peak            | Spacewatch        |
| 427289 | 2014 WD238             | 17 de desembre de 2009 | Mount Lemmon         | Mt. Lemmon Survey |
| 427290 | 2014 WY238             | 24 de desembre de 2011 | Mount Lemmon         | Mt. Lemmon Survey |
| 427291 | 2014 WP241             | 9 d'abril de 2010      | WISE                 | WISE              |
| 427292 | 2014 WR241             | 9 de juny de 2007      | Kitt Peak            | Spacewatch        |
| 427293 | 2014 WF250             | 8 d'octubre de 2007    | Catalina             | CSS               |
| 427294 | 2014 WZ252             | 15 de novembre de 2006 | Mount Lemmon         | Mt. Lemmon Survey |
| 427295 | 2014 WJ253             | 25 d'abril de 2007     | Kitt Peak            | Spacewatch        |
| 427296 | 2014 WL253             | 20 de desembre de 2004 | Mount Lemmon         | Mt. Lemmon Survey |
| 427297 | 2014 WQ253             | 11 d'abril de 2008     | Mount Lemmon         | Mt. Lemmon Survey |
| 427298 | 2014 WS253             | 10 de desembre de 2004 | Kitt Peak            | Spacewatch        |
| 427299 | 2014 WZ258             | 29 de setembre de 2009 | Mount Lemmon         | Mt. Lemmon Survey |
| 427300 | 2014 WT259             | 16 de gener de 2005    | Kitt Peak            | Spacewatch        |

## 427301– 427400
| Nom    | Designació provisional | Data de descobriment   | Lloc de descobriment | Descobridor/s                                             |
| ------ | ---------------------- | ---------------------- | -------------------- | --------------------------------------------------------- |
| 427301 | 2014 WR260             | 17 de novembre de 2006 | Mount Lemmon         | Mt. Lemmon Survey                                         |
| 427302 | 2014 WZ260             | 10 de novembre de 2004 | Kitt Peak            | Spacewatch                                                |
| 427303 | 2014 WP264             | 28 de desembre de 2003 | Kitt Peak            | Spacewatch                                                |
| 427304 | 2014 WE266             | 16 de setembre de 2009 | Catalina             | CSS                                                       |
| 427305 | 2014 WO267             | 1 de juny de 2005      | Kitt Peak            | Spacewatch                                                |
| 427306 | 2014 WZ268             | 1 d'octubre de 2010    | Kitt Peak            | Spacewatch                                                |
| 427307 | 2014 WJ272             | 20 de març de 2007     | Kitt Peak            | Spacewatch                                                |
| 427308 | 2014 WU278             | 21 de febrer de 2006   | Kitt Peak            | Spacewatch                                                |
| 427309 | 2014 WW280             | 7 de febrer de 2008    | Mount Lemmon         | Mt. Lemmon Survey                                         |
| 427310 | 2014 WA282             | 15 de febrer de 2010   | Catalina             | CSS                                                       |
| 427311 | 2014 WH285             | 20 de novembre de 2009 | Mount Lemmon         | Mt. Lemmon Survey                                         |
| 427312 | 2014 WL285             | 11 de març de 1996     | Kitt Peak            | Spacewatch                                                |
| 427313 | 2014 WQ286             | 21 d'abril de 2003     | Kitt Peak            | Spacewatch                                                |
| 427314 | 2014 WW290             | 9 de setembre de 2007  | Anderson Mesa        | LONEOS                                                    |
| 427315 | 2014 WB291             | 30 d'abril de 2004     | Kitt Peak            | Spacewatch                                                |
| 427316 | 2014 WT291             | 29 de febrer de 2004   | Kitt Peak            | Spacewatch                                                |
| 427317 | 2014 WH292             | 14 de maig de 2012     | Mount Lemmon         | Mt. Lemmon Survey                                         |
| 427318 | 2014 WO292             | 4 de març de 2011      | Mount Lemmon         | Mt. Lemmon Survey                                         |
| 427319 | 2014 WU292             | 30 de juliol de 2008   | Mount Lemmon         | Mt. Lemmon Survey                                         |
| 427320 | 2014 WV293             | 16 de febrer de 2007   | Catalina             | CSS                                                       |
| 427321 | 2014 WK294             | 25 d'abril de 2007     | Mount Lemmon         | Mt. Lemmon Survey                                         |
| 427322 | 2014 WC295             | 31 de desembre de 2002 | Socorro              | LINEAR                                                    |
| 427323 | 2014 WM295             | 5 de gener de 2006     | Kitt Peak            | Spacewatch                                                |
| 427324 | 2014 WY300             | 23 de desembre de 2006 | Mount Lemmon         | Mt. Lemmon Survey                                         |
| 427325 | 2014 WB309             | 5 de març de 2011      | Catalina             | CSS                                                       |
| 427326 | 2014 WZ310             | 27 de setembre de 2005 | Kitt Peak            | Spacewatch                                                |
| 427327 | 2014 WJ311             | 10 de setembre de 2007 | Kitt Peak            | Spacewatch                                                |
| 427328 | 2014 WQ314             | 4 de novembre de 2005  | Mount Lemmon         | Mt. Lemmon Survey                                         |
| 427329 | 2014 WQ316             | 8 de juny de 2005      | Kitt Peak            | Spacewatch                                                |
| 427330 | 2014 WL317             | 16 de novembre de 2006 | Kitt Peak            | Spacewatch                                                |
| 427331 | 2014 WA324             | 6 de març de 2010      | WISE                 | WISE                                                      |
| 427332 | 2014 WF326             | 7 d'agost de 2008      | Kitt Peak            | Spacewatch                                                |
| 427333 | 2014 WV326             | 19 de setembre de 2008 | Kitt Peak            | Spacewatch                                                |
| 427334 | 2014 WW327             | 2 de febrer de 2006    | Kitt Peak            | Spacewatch                                                |
| 427335 | 2014 WC331             | 17 de desembre de 2009 | Kitt Peak            | Spacewatch                                                |
| 427336 | 2014 WW334             | 5 de març de 2006      | Kitt Peak            | Spacewatch                                                |
| 427337 | 2014 WR337             | 27 de novembre de 2005 | Anderson Mesa        | LONEOS                                                    |
| 427338 | 2014 WR340             | 1 de febrer de 2006    | Kitt Peak            | Spacewatch                                                |
| 427339 | 2014 WV342             | 30 de juliol de 2008   | Kitt Peak            | Spacewatch                                                |
| 427340 | 2014 WK348             | 17 de novembre de 2007 | Mount Lemmon         | Mt. Lemmon Survey                                         |
| 427341 | 2014 WN348             | 21 de setembre de 2003 | Kitt Peak            | Spacewatch                                                |
| 427342 | 2014 WQ349             | 29 de setembre de 2005 | Kitt Peak            | Spacewatch                                                |
| 427343 | 2014 WC353             | 17 de novembre de 2006 | Mount Lemmon         | Mt. Lemmon Survey                                         |
| 427344 | 2014 WA354             | 21 de febrer de 2007   | Mount Lemmon         | Mt. Lemmon Survey                                         |
| 427345 | 2014 WP358             | 8 d'octubre de 1993    | Kitt Peak            | Spacewatch                                                |
| 427346 | 2014 WW364             | 17 de març de 2007     | Catalina             | CSS                                                       |
| 427347 | 2014 WO374             | 21 de setembre de 2003 | Kitt Peak            | Spacewatch                                                |
| 427348 | 2014 WT377             | 12 de març de 2005     | Kitt Peak            | Spacewatch                                                |
| 427349 | 2014 WU381             | 19 de setembre de 2001 | Socorro              | LINEAR                                                    |
| 427350 | 2014 WE392             | 31 de març de 2010     | WISE                 | WISE                                                      |
| 427351 | 2014 WX392             | 21 d'octubre de 2003   | Kitt Peak            | Spacewatch                                                |
| 427352 | 2014 WG393             | 18 de desembre de 2003 | Kitt Peak            | Spacewatch                                                |
| 427353 | 2014 WS400             | 11 de març de 2010     | WISE                 | WISE                                                      |
| 427354 | 2014 WT401             | 30 de novembre de 1999 | Kitt Peak            | Spacewatch                                                |
| 427355 | 2014 WA404             | 1 de desembre de 2003  | Kitt Peak            | Spacewatch                                                |
| 427356 | 2014 WQ406             | 29 de març de 2010     | WISE                 | WISE                                                      |
| 427357 | 2014 WX407             | 6 de desembre de 2005  | Kitt Peak            | Spacewatch                                                |
| 427358 | 2014 WY412             | 14 de juny de 2010     | Mount Lemmon         | Mt. Lemmon Survey                                         |
| 427359 | 2014 WZ413             | 1 d'abril de 2005      | Catalina             | CSS                                                       |
| 427360 | 2014 WA427             | 8 de gener de 2010     | Kitt Peak            | Spacewatch                                                |
| 427361 | 2014 WL427             | 4 de juny de 2005      | Kitt Peak            | Spacewatch                                                |
| 427362 | 2014 WS435             | 29 d'agost de 2006     | Catalina             | CSS                                                       |
| 427363 | 2014 WR447             | 10 de novembre de 2010 | Mount Lemmon         | Mt. Lemmon Survey                                         |
| 427364 | 2014 WY448             | 28 de desembre de 2005 | Kitt Peak            | Spacewatch                                                |
| 427365 | 2014 WK452             | 24 d'octubre de 2003   | Kitt Peak            | Spacewatch                                                |
| 427366 | 2014 WB456             | 19 de setembre de 2001 | Socorro              | LINEAR                                                    |
| 427367 | 2014 WF461             | 10 de novembre de 2001 | Socorro              | LINEAR                                                    |
| 427368 | 2014 WE465             | 18 de desembre de 2003 | Socorro              | LINEAR                                                    |
| 427369 | 2014 WB472             | 1 de juny de 1997      | Kitt Peak            | Spacewatch                                                |
| 427370 | 2014 WD472             | 16 de desembre de 2003 | Kitt Peak            | Spacewatch                                                |
| 427371 | 2014 WF484             | 4 de gener de 2003     | Socorro              | LINEAR                                                    |
| 427372 | 2014 WB485             | 2 d'octubre de 2003    | Kitt Peak            | Spacewatch                                                |
| 427373 | 2014 WF498             | 19 de desembre de 2001 | Socorro              | LINEAR                                                    |
| 427374 | 2014 XO                | 18 de gener de 2005    | Kitt Peak            | Spacewatch                                                |
| 427375 | 2014 XW7               | 23 d'octubre de 2006   | Kitt Peak            | Spacewatch                                                |
| 427376 | 2014 XQ12              | 28 d'agost de 2005     | Kitt Peak            | Spacewatch                                                |
| 427377 | 2014 XF15              | 17 de novembre de 2006 | Kitt Peak            | Spacewatch                                                |
| 427378 | 2014 XN15              | 20 de novembre de 2001 | Socorro              | LINEAR                                                    |
| 427379 | 2014 XD17              | 9 de setembre de 1977  | Palomar              | van Houten, C. J., van Houten-Groeneveld, I., Gehrels, T. |
| 427380 | 2014 XC26              | 26 d'octubre de 2009   | Mount Lemmon         | Mt. Lemmon Survey                                         |
| 427381 | 2014 XS26              | 18 de desembre de 2001 | Socorro              | LINEAR                                                    |
| 427382 | 2014 XZ26              | 26 d'octubre de 2009   | Mount Lemmon         | Mt. Lemmon Survey                                         |
| 427383 | 2014 XD27              | 12 de març de 1996     | Kitt Peak            | Spacewatch                                                |
| 427384 | 2014 XX28              | 12 de juny de 2012     | Mount Lemmon         | Mt. Lemmon Survey                                         |
| 427385 | 2014 XC29              | 22 de novembre de 2009 | Catalina             | CSS                                                       |
| 427386 | 2014 XK39              | 22 d'octubre de 2003   | Kitt Peak            | Spacewatch                                                |
| 427387 | 2014 XM39              | 28 de novembre de 2005 | Catalina             | CSS                                                       |
| 427388 | 2014 YH5               | 13 de juny de 2005     | Mount Lemmon         | Mt. Lemmon Survey                                         |
| 427389 | 2014 YA11              | 20 de novembre de 2009 | Kitt Peak            | Spacewatch                                                |
| 427390 | 2014 YQ16              | 10 de setembre de 2004 | Kitt Peak            | Spacewatch                                                |
| 427391 | 2014 YW16              | 18 de desembre de 2009 | Mount Lemmon         | Mt. Lemmon Survey                                         |
| 427392 | 2014 YO30              | 12 de març de 2010     | Catalina             | CSS                                                       |
| 427393 | 2014 YB32              | 19 de desembre de 2003 | Kitt Peak            | Spacewatch                                                |
| 427394 | 1995 SJ76              | 20 de setembre de 1995 | Kitt Peak            | Spacewatch                                                |
| 427395 | 1995 UB31              | 20 d'octubre de 1995   | Kitt Peak            | Spacewatch                                                |
| 427396 | 1996 TA                | 1 d'octubre de 1996    | Sudbury              | di Cicco, D.                                              |
| 427397 | 1997 NZ1               | 3 de juliol de 1997    | Kitt Peak            | Spacewatch                                                |
| 427398 | 1997 SQ7               | 23 de setembre de 1997 | Kitt Peak            | Spacewatch                                                |
| 427399 | 1997 SY7               | 23 de setembre de 1997 | Kitt Peak            | Spacewatch                                                |
| 427400 | 1997 WH56              | 31 d'octubre de 1997   | Caussols             | ODAS                                                      |

## 427401– 427500
| Nom    | Designació provisional | Data de descobriment   | Lloc de descobriment | Descobridor/s            |
| ------ | ---------------------- | ---------------------- | -------------------- | ------------------------ |
| 427401 | 1998 HJ5               | 22 d'abril de 1998     | Kitt Peak            | Spacewatch               |
| 427402 | 1998 MU15              | 26 de juny de 1998     | Kitt Peak            | Spacewatch               |
| 427403 | 1998 RN8               | 12 de setembre de 1998 | Kitt Peak            | Spacewatch               |
| 427404 | 1999 CO135             | 8 de febrer de 1999    | Kitt Peak            | Spacewatch               |
| 427405 | 1999 RD45              | 9 de setembre de 1999  | Socorro              | LINEAR                   |
| 427406 | 1999 RV185             | 9 de setembre de 1999  | Socorro              | LINEAR                   |
| 427407 | 1999 TR7               | 2 d'octubre de 1999    | Socorro              | LINEAR                   |
| 427408 | 1999 TU219             | 1 d'octubre de 1999    | Catalina             | CSS                      |
| 427409 | 1999 UA22              | 20 d'octubre de 1999   | Kitt Peak            | Spacewatch               |
| 427410 | 1999 UG31              | 31 d'octubre de 1999   | Kitt Peak            | Spacewatch               |
| 427411 | 1999 VF42              | 4 de novembre de 1999  | Kitt Peak            | Spacewatch               |
| 427412 | 1999 VQ156             | 12 de novembre de 1999 | Socorro              | LINEAR                   |
| 427413 | 1999 XT53              | 7 de desembre de 1999  | Socorro              | LINEAR                   |
| 427414 | 1999 XX147             | 29 de novembre de 1999 | Kitt Peak            | Spacewatch               |
| 427415 | 2000 AP221             | 31 de desembre de 1999 | Kitt Peak            | Spacewatch               |
| 427416 | 2000 BN31              | 29 de gener de 2000    | Kitt Peak            | Spacewatch               |
| 427417 | 2000 DE118             | 27 de febrer de 2000   | Kitt Peak            | Spacewatch               |
| 427418 | 2000 KD49              | 29 de maig de 2000     | Kitt Peak            | Spacewatch               |
| 427419 | 2000 NH8               | 5 de juliol de 2000    | Kitt Peak            | Spacewatch               |
| 427420 | 2000 QO34              | 26 d'agost de 2000     | Socorro              | LINEAR                   |
| 427421 | 2000 QO133             | 26 d'agost de 2000     | Socorro              | LINEAR                   |
| 427422 | 2000 RA37              | 31 d'agost de 2000     | Socorro              | LINEAR                   |
| 427423 | 2000 SO11              | 24 de setembre de 2000 | Socorro              | LINEAR                   |
| 427424 | 2000 SP21              | 24 de setembre de 2000 | Socorro              | LINEAR                   |
| 427425 | 2000 SV21              | 24 de setembre de 2000 | Socorro              | LINEAR                   |
| 427426 | 2000 SW96              | 23 de setembre de 2000 | Socorro              | LINEAR                   |
| 427427 | 2000 SB162             | 20 de setembre de 2000 | Haleakala            | NEAT                     |
| 427428 | 2000 SK181             | 19 de setembre de 2000 | Haleakala            | NEAT                     |
| 427429 | 2000 SR304             | 30 de setembre de 2000 | Socorro              | LINEAR                   |
| 427430 | 2000 SM343             | 23 de setembre de 2000 | Socorro              | LINEAR                   |
| 427431 | 2000 TM30              | 2 d'octubre de 2000    | Kitt Peak            | Spacewatch               |
| 427432 | 2000 TE38              | 1 d'octubre de 2000    | Socorro              | LINEAR                   |
| 427433 | 2000 UV61              | 25 d'octubre de 2000   | Socorro              | LINEAR                   |
| 427434 | 2000 WS63              | 24 de novembre de 2000 | Kitt Peak            | Spacewatch               |
| 427435 | 2001 BC73              | 27 de gener de 2001    | Haleakala            | NEAT                     |
| 427436 | 2001 DK55              | 16 de febrer de 2001   | Kitt Peak            | Spacewatch               |
| 427437 | 2001 FN7               | 19 de març de 2001     | Kitt Peak            | Spacewatch               |
| 427438 | 2001 FQ40              | 18 de març de 2001     | Socorro              | LINEAR                   |
| 427439 | 2001 FP210             | 21 de març de 2001     | Kitt Peak            | SKADS                    |
| 427440 | 2001 OW12              | 21 de juliol de 2001   | Eskridge             | Hug, G.                  |
| 427441 | 2001 OU44              | 23 de juliol de 2001   | Haleakala            | NEAT                     |
| 427442 | 2001 PA41              | 11 d'agost de 2001     | Palomar              | NEAT                     |
| 427443 | 2001 QV61              | 16 d'agost de 2001     | Socorro              | LINEAR                   |
| 427444 | 2001 QD87              | 17 d'agost de 2001     | Palomar              | NEAT                     |
| 427445 | 2001 QA110             | 19 d'agost de 2001     | Socorro              | LINEAR                   |
| 427446 | 2001 QN189             | 22 d'agost de 2001     | Socorro              | LINEAR                   |
| 427447 | 2001 RU62              | 12 de setembre de 2001 | Socorro              | LINEAR                   |
| 427448 | 2001 RJ127             | 12 de setembre de 2001 | Socorro              | LINEAR                   |
| 427449 | 2001 RC132             | 12 de setembre de 2001 | Socorro              | LINEAR                   |
| 427450 | 2001 SC6               | 11 de setembre de 2001 | Anderson Mesa        | LONEOS                   |
| 427451 | 2001 SL13              | 16 de setembre de 2001 | Socorro              | LINEAR                   |
| 427452 | 2001 SD15              | 16 de setembre de 2001 | Socorro              | LINEAR                   |
| 427453 | 2001 SS103             | 20 de setembre de 2001 | Socorro              | LINEAR                   |
| 427454 | 2001 SZ185             | 19 de setembre de 2001 | Socorro              | LINEAR                   |
| 427455 | 2001 SM201             | 19 de setembre de 2001 | Socorro              | LINEAR                   |
| 427456 | 2001 SQ202             | 19 de setembre de 2001 | Socorro              | LINEAR                   |
| 427457 | 2001 SO212             | 19 de setembre de 2001 | Socorro              | LINEAR                   |
| 427458 | 2001 SL250             | 19 de setembre de 2001 | Socorro              | LINEAR                   |
| 427459 | 2001 SE259             | 20 de setembre de 2001 | Socorro              | LINEAR                   |
| 427460 | 2001 SP299             | 11 de setembre de 2001 | Kitt Peak            | Spacewatch               |
| 427461 | 2001 TT47              | 14 d'octubre de 2001   | Cima Ekar            | ADAS                     |
| 427462 | 2001 TW132             | 26 d'agost de 2001     | Anderson Mesa        | LONEOS                   |
| 427463 | 2001 TO219             | 14 d'octubre de 2001   | Socorro              | LINEAR                   |
| 427464 | 2001 UK57              | 17 d'octubre de 2001   | Socorro              | LINEAR                   |
| 427465 | 2001 UQ127             | 17 d'octubre de 2001   | Socorro              | LINEAR                   |
| 427466 | 2001 US128             | 20 d'octubre de 2001   | Socorro              | LINEAR                   |
| 427467 | 2001 UA201             | 19 d'octubre de 2001   | Palomar              | NEAT                     |
| 427468 | 2001 UW227             | 19 d'octubre de 2001   | Palomar              | NEAT                     |
| 427469 | 2001 VB6               | 21 d'octubre de 2001   | Socorro              | LINEAR                   |
| 427470 | 2001 VB38              | 9 de novembre de 2001  | Socorro              | LINEAR                   |
| 427471 | 2001 VC91              | 15 de novembre de 2001 | Socorro              | LINEAR                   |
| 427472 | 2001 VG115             | 12 de novembre de 2001 | Socorro              | LINEAR                   |
| 427473 | 2001 VK133             | 11 de novembre de 2001 | Apache Point         | Sloan Digital Sky Survey |
| 427474 | 2001 WR68              | 20 de novembre de 2001 | Socorro              | LINEAR                   |
| 427475 | 2001 WT68              | 20 de novembre de 2001 | Socorro              | LINEAR                   |
| 427476 | 2001 WB75              | 20 de novembre de 2001 | Socorro              | LINEAR                   |
| 427477 | 2001 XH4               | 10 de desembre de 2001 | Socorro              | LINEAR                   |
| 427478 | 2001 XC54              | 10 de desembre de 2001 | Socorro              | LINEAR                   |
| 427479 | 2001 XG61              | 10 de desembre de 2001 | Socorro              | LINEAR                   |
| 427480 | 2001 XC96              | 10 de desembre de 2001 | Socorro              | LINEAR                   |
| 427481 | 2001 XE114             | 13 de desembre de 2001 | Socorro              | LINEAR                   |
| 427482 | 2001 XH134             | 14 de desembre de 2001 | Socorro              | LINEAR                   |
| 427483 | 2001 XA145             | 14 de desembre de 2001 | Socorro              | LINEAR                   |
| 427484 | 2001 XT149             | 14 de desembre de 2001 | Socorro              | LINEAR                   |
| 427485 | 2001 XP206             | 11 de desembre de 2001 | Socorro              | LINEAR                   |
| 427486 | 2001 XQ223             | 11 de novembre de 2001 | Socorro              | LINEAR                   |
| 427487 | 2002 AY35              | 8 de gener de 2002     | Socorro              | LINEAR                   |
| 427488 | 2002 AZ42              | 9 de gener de 2002     | Socorro              | LINEAR                   |
| 427489 | 2002 AW109             | 9 de gener de 2002     | Socorro              | LINEAR                   |
| 427490 | 2002 AG145             | 13 de gener de 2002    | Socorro              | LINEAR                   |
| 427491 | 2002 AW185             | 8 de gener de 2002     | Socorro              | LINEAR                   |
| 427492 | 2002 AP203             | 9 de gener de 2002     | Kitt Peak            | Spacewatch               |
| 427493 | 2002 BN20              | 23 de gener de 2002    | Socorro              | LINEAR                   |
| 427494 | 2002 BK26              | 25 de gener de 2002    | Socorro              | LINEAR                   |
| 427495 | 2002 BN30              | 21 de gener de 2002    | Anderson Mesa        | LONEOS                   |
| 427496 | 2002 BF32              | 20 de gener de 2002    | Palomar              | NEAT                     |
| 427497 | 2002 CK14              | 7 de febrer de 2002    | Socorro              | LINEAR                   |
| 427498 | 2002 CN43              | 6 de febrer de 2002    | Socorro              | LINEAR                   |
| 427499 | 2002 CZ58              | 12 de febrer de 2002   | Palomar              | NEAT                     |
| 427500 | 2002 CJ69              | 13 de gener de 2002    | Socorro              | LINEAR                   |

## 427501– 427600
| Nom    | Designació provisional | Data de descobriment   | Lloc de descobriment | Descobridor/s            |
| ------ | ---------------------- | ---------------------- | -------------------- | ------------------------ |
| 427501 | 2002 CQ138             | 8 de febrer de 2002    | Socorro              | LINEAR                   |
| 427502 | 2002 CS151             | 10 de febrer de 2002   | Socorro              | LINEAR                   |
| 427503 | 2002 CO157             | 14 de gener de 2002    | Kitt Peak            | Spacewatch               |
| 427504 | 2002 CD158             | 7 de febrer de 2002    | Socorro              | LINEAR                   |
| 427505 | 2002 CL159             | 7 de febrer de 2002    | Socorro              | LINEAR                   |
| 427506 | 2002 CR162             | 8 de febrer de 2002    | Socorro              | LINEAR                   |
| 427507 | 2002 DH5               | 20 de febrer de 2002   | Kitt Peak            | Spacewatch               |
| 427508 | 2002 DK16              | 20 de febrer de 2002   | Socorro              | LINEAR                   |
| 427509 | 2002 DA19              | 22 de febrer de 2002   | Palomar              | NEAT                     |
| 427510 | 2002 ES6               | 6 de març de 2002      | Siding Spring        | McNaught, R. H.          |
| 427511 | 2002 EA35              | 11 de març de 2002     | Palomar              | NEAT                     |
| 427512 | 2002 EZ104             | 9 de març de 2002      | Anderson Mesa        | LONEOS                   |
| 427513 | 2002 EO113             | 10 de març de 2002     | Kitt Peak            | Spacewatch               |
| 427514 | 2002 EV114             | 10 de març de 2002     | Kitt Peak            | Spacewatch               |
| 427515 | 2002 FE14              | 16 de març de 2002     | Socorro              | LINEAR                   |
| 427516 | 2002 GZ1               | 4 d'abril de 2002      | Kleť                 | Klet                     |
| 427517 | 2002 GK4               | 9 d'abril de 2002      | Socorro              | LINEAR                   |
| 427518 | 2002 GX9               | 14 d'abril de 2002     | Socorro              | LINEAR                   |
| 427519 | 2002 GF62              | 8 d'abril de 2002      | Palomar              | NEAT                     |
| 427520 | 2002 GT134             | 12 d'abril de 2002     | Socorro              | LINEAR                   |
| 427521 | 2002 JK20              | 6 de maig de 2002      | Palomar              | NEAT                     |
| 427522 | 2002 JJ108             | 14 de maig de 2002     | Palomar              | NEAT                     |
| 427523 | 2002 JQ137             | 9 de maig de 2002      | Palomar              | NEAT                     |
| 427524 | 2002 JE141             | 8 de maig de 2002      | Socorro              | LINEAR                   |
| 427525 | 2002 NB1               | 20 de juny de 2002     | Kitt Peak            | Spacewatch               |
| 427526 | 2002 NF31              | 13 de juliol de 2002   | Socorro              | LINEAR                   |
| 427527 | 2002 NP65              | 5 de juliol de 2002    | Palomar              | NEAT                     |
| 427528 | 2002 OL7               | 20 de juliol de 2002   | Palomar              | NEAT                     |
| 427529 | 2002 OY33              | 22 de juliol de 2002   | Palomar              | NEAT                     |
| 427530 | 2002 PM4               | 4 d'agost de 2002      | Palomar              | NEAT                     |
| 427531 | 2002 PG173             | 8 d'agost de 2002      | Palomar              | NEAT                     |
| 427532 | 2002 PJ188             | 8 d'agost de 2002      | Palomar              | NEAT                     |
| 427533 | 2002 QM16              | 26 d'agost de 2002     | Palomar              | NEAT                     |
| 427534 | 2002 QL57              | 17 d'agost de 2002     | Palomar              | Lowe, A.                 |
| 427535 | 2002 QW59              | 16 d'agost de 2002     | Palomar              | NEAT                     |
| 427536 | 2002 QT63              | 28 d'agost de 2002     | Palomar              | NEAT                     |
| 427537 | 2002 QV119             | 28 d'agost de 2002     | Palomar              | NEAT                     |
| 427538 | 2002 QK135             | 30 d'agost de 2002     | Palomar              | NEAT                     |
| 427539 | 2002 QN137             | 17 d'agost de 2002     | Palomar              | NEAT                     |
| 427540 | 2002 QO139             | 17 d'agost de 2002     | Palomar              | NEAT                     |
| 427541 | 2002 RX28              | 2 de setembre de 2002  | Palomar              | NEAT                     |
| 427542 | 2002 RC167             | 13 de setembre de 2002 | Palomar              | NEAT                     |
| 427543 | 2002 RR200             | 13 de setembre de 2002 | Socorro              | LINEAR                   |
| 427544 | 2002 RZ235             | 14 de setembre de 2002 | Palomar              | Matson, R.               |
| 427545 | 2002 RB261             | 10 de setembre de 2002 | Palomar              | NEAT                     |
| 427546 | 2002 RB272             | 4 de setembre de 2002  | Palomar              | NEAT                     |
| 427547 | 2002 SJ4               | 27 de setembre de 2002 | Palomar              | NEAT                     |
| 427548 | 2002 SO32              | 28 de setembre de 2002 | Haleakala            | NEAT                     |
| 427549 | 2002 TQ11              | 1 d'octubre de 2002    | Anderson Mesa        | LONEOS                   |
| 427550 | 2002 TZ104             | 4 d'octubre de 2002    | Socorro              | LINEAR                   |
| 427551 | 2002 TM204             | 4 d'octubre de 2002    | Socorro              | LINEAR                   |
| 427552 | 2002 TQ213             | 3 d'octubre de 2002    | Socorro              | LINEAR                   |
| 427553 | 2002 TM334             | 5 d'octubre de 2002    | Apache Point         | Sloan Digital Sky Survey |
| 427554 | 2002 TB339             | 5 d'octubre de 2002    | Apache Point         | Sloan Digital Sky Survey |
| 427555 | 2002 TQ370             | 10 d'octubre de 2002   | Apache Point         | Sloan Digital Sky Survey |
| 427556 | 2002 UF25              | 30 d'octubre de 2002   | Haleakala            | NEAT                     |
| 427557 | 2002 UX53              | 29 d'octubre de 2002   | Apache Point         | Sloan Digital Sky Survey |
| 427558 | 2002 UA60              | 29 d'octubre de 2002   | Apache Point         | Sloan Digital Sky Survey |
| 427559 | 2002 UG73              | 29 d'octubre de 2002   | Palomar              | NEAT                     |
| 427560 | 2002 VA47              | 5 de novembre de 2002  | Palomar              | NEAT                     |
| 427561 | 2002 VW66              | 6 de novembre de 2002  | Socorro              | LINEAR                   |
| 427562 | 2002 VB78              | 7 de novembre de 2002  | Socorro              | LINEAR                   |
| 427563 | 2002 VH117             | 13 de novembre de 2002 | Palomar              | NEAT                     |
| 427564 | 2002 VD146             | 14 de novembre de 2002 | Palomar              | NEAT                     |
| 427565 | 2002 WA22              | 24 de novembre de 2002 | Palomar              | NEAT                     |
| 427566 | 2002 WR24              | 16 de novembre de 2002 | Palomar              | NEAT                     |
| 427567 | 2003 AG53              | 5 de gener de 2003     | Socorro              | LINEAR                   |
| 427568 | 2003 BG4               | 23 de gener de 2003    | La Silla             | Boattini, A., Scholl, H. |
| 427569 | 2003 CR25              | 9 de febrer de 2003    | Haleakala            | NEAT                     |
| 427570 | 2003 EW31              | 7 de març de 2003      | Socorro              | LINEAR                   |
| 427571 | 2003 EB43              | 10 de març de 2003     | Kitt Peak            | Spacewatch               |
| 427572 | 2003 EW62              | 11 de març de 2003     | Kitt Peak            | Spacewatch               |
| 427573 | 2003 FO16              | 23 de març de 2003     | Haleakala            | NEAT                     |
| 427574 | 2003 FY52              | 25 de març de 2003     | Palomar              | NEAT                     |
| 427575 | 2003 FX132             | 23 de març de 2003     | Kitt Peak            | Spacewatch               |
| 427576 | 2003 OK15              | 29 de juny de 2003     | Socorro              | LINEAR                   |
| 427577 | 2003 OS18              | 25 de juliol de 2003   | Campo Imperatore     | CINEOS                   |
| 427578 | 2003 QT4               | 19 d'agost de 2003     | Campo Imperatore     | CINEOS                   |
| 427579 | 2003 QY14              | 20 d'agost de 2003     | Palomar              | NEAT                     |
| 427580 | 2003 QC29              | 23 d'agost de 2003     | Palomar              | NEAT                     |
| 427581 | 2003 QB92              | 24 d'agost de 2003     | Cerro Tololo         | Buie, M. W.              |
| 427582 | 2003 QF93              | 27 d'agost de 2003     | Palomar              | NEAT                     |
| 427583 | 2003 QK103             | 23 d'agost de 2003     | Socorro              | LINEAR                   |
| 427584 | 2003 RK11              | 13 de setembre de 2003 | Haleakala            | NEAT                     |
| 427585 | 2003 RB20              | 15 de setembre de 2003 | Anderson Mesa        | LONEOS                   |
| 427586 | 2003 SO34              | 18 de setembre de 2003 | Kitt Peak            | Spacewatch               |
| 427587 | 2003 SG50              | 18 de setembre de 2003 | Palomar              | NEAT                     |
| 427588 | 2003 SF67              | 19 de setembre de 2003 | Socorro              | LINEAR                   |
| 427589 | 2003 SU74              | 30 d'agost de 2003     | Kitt Peak            | Spacewatch               |
| 427590 | 2003 SW75              | 18 de setembre de 2003 | Kitt Peak            | Spacewatch               |
| 427591 | 2003 SQ92              | 18 de setembre de 2003 | Kitt Peak            | Spacewatch               |
| 427592 | 2003 SC116             | 16 de setembre de 2003 | Anderson Mesa        | LONEOS                   |
| 427593 | 2003 SU116             | 16 de setembre de 2003 | Kitt Peak            | Spacewatch               |
| 427594 | 2003 SD122             | 17 de setembre de 2003 | Campo Imperatore     | CINEOS                   |
| 427595 | 2003 SD130             | 18 de setembre de 2003 | Campo Imperatore     | CINEOS                   |
| 427596 | 2003 SP137             | 21 de setembre de 2003 | Campo Imperatore     | CINEOS                   |
| 427597 | 2003 SF166             | 21 de setembre de 2003 | Kitt Peak            | Spacewatch               |
| 427598 | 2003 SM178             | 19 de setembre de 2003 | Palomar              | NEAT                     |
| 427599 | 2003 SO179             | 19 de setembre de 2003 | Palomar              | NEAT                     |
| 427600 | 2003 SZ203             | 17 de setembre de 2003 | Kitt Peak            | Spacewatch               |

## 427601– 427700
| Nom    | Designació provisional | Data de descobriment   | Lloc de descobriment | Descobridor/s            |
| ------ | ---------------------- | ---------------------- | -------------------- | ------------------------ |
| 427601 | 2003 SC208             | 26 de setembre de 2003 | Junk Bond            | Junk Bond                |
| 427602 | 2003 SF219             | 23 de setembre de 2003 | Palomar              | NEAT                     |
| 427603 | 2003 SV219             | 29 de setembre de 2003 | Kitt Peak            | Spacewatch               |
| 427604 | 2003 SB244             | 28 de setembre de 2003 | Kitt Peak            | Spacewatch               |
| 427605 | 2003 SA257             | 28 de setembre de 2003 | Kitt Peak            | Spacewatch               |
| 427606 | 2003 SR272             | 19 de setembre de 2003 | Kitt Peak            | Spacewatch               |
| 427607 | 2003 SO280             | 18 de setembre de 2003 | Kitt Peak            | Spacewatch               |
| 427608 | 2003 SC285             | 20 de setembre de 2003 | Socorro              | LINEAR                   |
| 427609 | 2003 SX301             | 17 de setembre de 2003 | Palomar              | NEAT                     |
| 427610 | 2003 SQ353             | 21 de setembre de 2003 | Anderson Mesa        | LONEOS                   |
| 427611 | 2003 SA401             | 26 de setembre de 2003 | Apache Point         | Sloan Digital Sky Survey |
| 427612 | 2003 SQ408             | 28 de setembre de 2003 | Kitt Peak            | Spacewatch               |
| 427613 | 2003 SR415             | 28 de setembre de 2003 | Apache Point         | Sloan Digital Sky Survey |
| 427614 | 2003 SR422             | 28 de setembre de 2003 | Cerro Tololo         | Cerro Tololo             |
| 427615 | 2003 SK429             | 21 de setembre de 2003 | Kitt Peak            | Spacewatch               |
| 427616 | 2003 SP429             | 27 de setembre de 2003 | Kitt Peak            | Spacewatch               |
| 427617 | 2003 SL433             | 28 de setembre de 2003 | Anderson Mesa        | LONEOS                   |
| 427618 | 2003 TP20              | 14 d'octubre de 2003   | Palomar              | NEAT                     |
| 427619 | 2003 TL47              | 3 d'octubre de 2003    | Kitt Peak            | Spacewatch               |
| 427620 | 2003 UT6               | 18 d'octubre de 2003   | Palomar              | NEAT                     |
| 427621 | 2003 UN12              | 21 d'octubre de 2003   | Kitt Peak            | Spacewatch               |
| 427622 | 2003 UT25              | 17 d'octubre de 2003   | Kitt Peak            | Spacewatch               |
| 427623 | 2003 UZ45              | 18 d'octubre de 2003   | Kitt Peak            | Spacewatch               |
| 427624 | 2003 UN81              | 3 de setembre de 2003  | Socorro              | LINEAR                   |
| 427625 | 2003 UA85              | 18 d'octubre de 2003   | Kitt Peak            | Spacewatch               |
| 427626 | 2003 UB93              | 20 d'octubre de 2003   | Palomar              | NEAT                     |
| 427627 | 2003 UZ101             | 19 de setembre de 2003 | Anderson Mesa        | LONEOS                   |
| 427628 | 2003 UK110             | 19 d'octubre de 2003   | Kitt Peak            | Spacewatch               |
| 427629 | 2003 UF141             | 18 d'octubre de 2003   | Anderson Mesa        | LONEOS                   |
| 427630 | 2003 UD144             | 18 d'octubre de 2003   | Anderson Mesa        | LONEOS                   |
| 427631 | 2003 UO147             | 18 d'octubre de 2003   | Kitt Peak            | Spacewatch               |
| 427632 | 2003 UO173             | 20 d'octubre de 2003   | Kitt Peak            | Spacewatch               |
| 427633 | 2003 UM184             | 21 d'octubre de 2003   | Kitt Peak            | Spacewatch               |
| 427634 | 2003 UV184             | 21 d'octubre de 2003   | Kitt Peak            | Spacewatch               |
| 427635 | 2003 UJ204             | 2 d'octubre de 2003    | Kitt Peak            | Spacewatch               |
| 427636 | 2003 UF228             | 16 d'octubre de 2003   | Anderson Mesa        | LONEOS                   |
| 427637 | 2003 UL229             | 23 d'octubre de 2003   | Anderson Mesa        | LONEOS                   |
| 427638 | 2003 UQ231             | 24 d'octubre de 2003   | Socorro              | LINEAR                   |
| 427639 | 2003 UU257             | 25 d'octubre de 2003   | Socorro              | LINEAR                   |
| 427640 | 2003 UB348             | 19 d'octubre de 2003   | Apache Point         | Sloan Digital Sky Survey |
| 427641 | 2003 UH354             | 19 d'octubre de 2003   | Apache Point         | Sloan Digital Sky Survey |
| 427642 | 2003 UT379             | 22 d'octubre de 2003   | Apache Point         | Sloan Digital Sky Survey |
| 427643 | 2003 VF1               | 5 de novembre de 2003  | Socorro              | LINEAR                   |
| 427644 | 2003 VD10              | 25 d'octubre de 2003   | Socorro              | LINEAR                   |
| 427645 | 2003 WA24              | 18 de novembre de 2003 | Kitt Peak            | Spacewatch               |
| 427646 | 2003 WT62              | 19 de novembre de 2003 | Socorro              | LINEAR                   |
| 427647 | 2003 WZ66              | 19 de novembre de 2003 | Kitt Peak            | Spacewatch               |
| 427648 | 2003 WZ96              | 19 de novembre de 2003 | Anderson Mesa        | LONEOS                   |
| 427649 | 2003 XP21              | 14 de desembre de 2003 | Kitt Peak            | Spacewatch               |
| 427650 | 2003 YD1               | 17 de desembre de 2003 | Socorro              | LINEAR                   |
| 427651 | 2003 YR8               | 19 de desembre de 2003 | Socorro              | LINEAR                   |
| 427652 | 2003 YF10              | 17 de desembre de 2003 | Socorro              | LINEAR                   |
| 427653 | 2003 YH28              | 17 de desembre de 2003 | Palomar              | NEAT                     |
| 427654 | 2003 YZ40              | 19 de desembre de 2003 | Kitt Peak            | Spacewatch               |
| 427655 | 2003 YA43              | 19 de desembre de 2003 | Kitt Peak            | Spacewatch               |
| 427656 | 2003 YX73              | 4 de desembre de 2003  | Socorro              | LINEAR                   |
| 427657 | 2003 YR144             | 28 de desembre de 2003 | Socorro              | LINEAR                   |
| 427658 | 2003 YC155             | 30 de desembre de 2003 | Socorro              | LINEAR                   |
| 427659 | 2003 YY157             | 17 de desembre de 2003 | Kitt Peak            | Spacewatch               |
| 427660 | 2003 YD166             | 17 de desembre de 2003 | Kitt Peak            | Spacewatch               |
| 427661 | 2004 BP8               | 29 de desembre de 2003 | Kitt Peak            | Spacewatch               |
| 427662 | 2004 BN17              | 18 de gener de 2004    | Palomar              | NEAT                     |
| 427663 | 2004 BC25              | 19 de gener de 2004    | Socorro              | LINEAR                   |
| 427664 | 2004 BU36              | 19 de gener de 2004    | Kitt Peak            | Spacewatch               |
| 427665 | 2004 BV60              | 21 de gener de 2004    | Socorro              | LINEAR                   |
| 427666 | 2004 BJ63              | 19 de desembre de 2003 | Kitt Peak            | Spacewatch               |
| 427667 | 2004 BF64              | 22 de gener de 2004    | Socorro              | LINEAR                   |
| 427668 | 2004 BA79              | 22 de gener de 2004    | Socorro              | LINEAR                   |
| 427669 | 2004 BE83              | 28 de gener de 2004    | Kitt Peak            | Spacewatch               |
| 427670 | 2004 BV130             | 18 de desembre de 2003 | Kitt Peak            | Spacewatch               |
| 427671 | 2004 BR132             | 17 de gener de 2004    | Kitt Peak            | Spacewatch               |
| 427672 | 2004 BV137             | 19 de gener de 2004    | Kitt Peak            | Spacewatch               |
| 427673 | 2004 BG142             | 19 de gener de 2004    | Kitt Peak            | Spacewatch               |
| 427674 | 2004 CU20              | 11 de febrer de 2004   | Kitt Peak            | Spacewatch               |
| 427675 | 2004 CP28              | 22 de gener de 2004    | Socorro              | LINEAR                   |
| 427676 | 2004 CZ46              | 13 de febrer de 2004   | Kitt Peak            | Spacewatch               |
| 427677 | 2004 CY60              | 28 de gener de 2004    | Catalina             | CSS                      |
| 427678 | 2004 CT63              | 13 de febrer de 2004   | Palomar              | NEAT                     |
| 427679 | 2004 CV71              | 13 de febrer de 2004   | Palomar              | NEAT                     |
| 427680 | 2004 CD84              | 12 de febrer de 2004   | Kitt Peak            | Spacewatch               |
| 427681 | 2004 CU108             | 15 de febrer de 2004   | Catalina             | CSS                      |
| 427682 | 2004 CN122             | 12 de febrer de 2004   | Kitt Peak            | Spacewatch               |
| 427683 | 2004 CA128             | 13 de febrer de 2004   | Kitt Peak            | Spacewatch               |
| 427684 | 2004 DH2               | 19 de febrer de 2004   | Socorro              | LINEAR                   |
| 427685 | 2004 DJ44              | 25 de febrer de 2004   | Desert Eagle         | Yeung, W. K. Y.          |
| 427686 | 2004 DB52              | 23 de febrer de 2004   | Socorro              | LINEAR                   |
| 427687 | 2004 DB55              | 12 de febrer de 2004   | Kitt Peak            | Spacewatch               |
| 427688 | 2004 ET                | 13 de març de 2004     | Wrightwood           | Young, J. W.             |
| 427689 | 2004 EB19              | 14 de març de 2004     | Socorro              | LINEAR                   |
| 427690 | 2004 EB36              | 13 de març de 2004     | Palomar              | NEAT                     |
| 427691 | 2004 EW41              | 15 de març de 2004     | Catalina             | CSS                      |
| 427692 | 2004 EW46              | 15 de març de 2004     | Kitt Peak            | Spacewatch               |
| 427693 | 2004 EH76              | 15 de març de 2004     | Kitt Peak            | Spacewatch               |
| 427694 | 2004 ED87              | 17 de febrer de 2004   | Kitt Peak            | Spacewatch               |
| 427695 | 2004 FV16              | 16 de març de 2004     | Mauna Kea            | Balam, D. D.             |
| 427696 | 2004 FJ17              | 26 de març de 2004     | Goodricke-Pigott     | Goodricke-Pigott         |
| 427697 | 2004 FL24              | 17 de març de 2004     | Socorro              | LINEAR                   |
| 427698 | 2004 FH30              | 19 de març de 2004     | Catalina             | CSS                      |
| 427699 | 2004 FR31              | 30 de març de 2004     | Socorro              | LINEAR                   |
| 427700 | 2004 FJ32              | 30 de març de 2004     | Socorro              | LINEAR                   |

## 427701– 427800
| Nom    | Designació provisional | Data de descobriment   | Lloc de descobriment | Descobridor/s                |
| ------ | ---------------------- | ---------------------- | -------------------- | ---------------------------- |
| 427701 | 2004 FG38              | 17 de març de 2004     | Socorro              | LINEAR                       |
| 427702 | 2004 FV46              | 17 de març de 2004     | Kitt Peak            | Spacewatch                   |
| 427703 | 2004 FA58              | 17 de març de 2004     | Socorro              | LINEAR                       |
| 427704 | 2004 FH63              | 19 de març de 2004     | Socorro              | LINEAR                       |
| 427705 | 2004 FT66              | 20 de març de 2004     | Socorro              | LINEAR                       |
| 427706 | 2004 FL79              | 19 de març de 2004     | Kitt Peak            | Spacewatch                   |
| 427707 | 2004 FP96              | 23 de març de 2004     | Socorro              | LINEAR                       |
| 427708 | 2004 FZ102             | 23 de març de 2004     | Kitt Peak            | Spacewatch                   |
| 427709 | 2004 FH104             | 23 de març de 2004     | Kitt Peak            | Spacewatch                   |
| 427710 | 2004 FT118             | 22 de març de 2004     | Socorro              | LINEAR                       |
| 427711 | 2004 FP128             | 27 de març de 2004     | Kitt Peak            | Spacewatch                   |
| 427712 | 2004 FQ132             | 23 de març de 2004     | Kitt Peak            | Spacewatch                   |
| 427713 | 2004 FM140             | 27 de març de 2004     | Kitt Peak            | Spacewatch                   |
| 427714 | 2004 FH144             | 29 de març de 2004     | Socorro              | LINEAR                       |
| 427715 | 2004 FB152             | 17 de març de 2004     | Kitt Peak            | Spacewatch                   |
| 427716 | 2004 GW2               | 12 d'abril de 2004     | Desert Eagle         | Yeung, W. K. Y.              |
| 427717 | 2004 GN33              | 12 d'abril de 2004     | Kitt Peak            | Spacewatch                   |
| 427718 | 2004 GY51              | 13 d'abril de 2004     | Kitt Peak            | Spacewatch                   |
| 427719 | 2004 GN66              | 23 de març de 2004     | Kitt Peak            | Spacewatch                   |
| 427720 | 2004 HP2               | 19 d'abril de 2004     | Socorro              | LINEAR                       |
| 427721 | 2004 HN32              | 31 de març de 2004     | Kitt Peak            | Spacewatch                   |
| 427722 | 2004 HJ39              | 17 d'abril de 2004     | Kitt Peak            | Spacewatch                   |
| 427723 | 2004 HW56              | 27 d'abril de 2004     | Socorro              | LINEAR                       |
| 427724 | 2004 JW31              | 13 de maig de 2004     | Socorro              | LINEAR                       |
| 427725 | 2004 NZ3               | 11 de juliol de 2004   | Palomar              | NEAT                         |
| 427726 | 2004 NJ5               | 10 de juliol de 2004   | Catalina             | CSS                          |
| 427727 | 2004 NF21              | 14 de juliol de 2004   | Socorro              | LINEAR                       |
| 427728 | 2004 PJ12              | 7 d'agost de 2004      | Palomar              | NEAT                         |
| 427729 | 2004 PL18              | 8 d'agost de 2004      | Anderson Mesa        | LONEOS                       |
| 427730 | 2004 PO65              | 10 d'agost de 2004     | Anderson Mesa        | LONEOS                       |
| 427731 | 2004 PU79              | 17 de juliol de 2004   | Socorro              | LINEAR                       |
| 427732 | 2004 PN84              | 10 d'agost de 2004     | Anderson Mesa        | LONEOS                       |
| 427733 | 2004 PQ84              | 29 de juliol de 2004   | Siding Spring        | Siding Spring Survey         |
| 427734 | 2004 QA13              | 21 d'agost de 2004     | Siding Spring        | Siding Spring Survey         |
| 427735 | 2004 RO33              | 7 de setembre de 2004  | Socorro              | LINEAR                       |
| 427736 | 2004 RL41              | 7 de setembre de 2004  | Socorro              | LINEAR                       |
| 427737 | 2004 RE52              | 8 de setembre de 2004  | Socorro              | LINEAR                       |
| 427738 | 2004 RZ65              | 13 d'agost de 2004     | Socorro              | LINEAR                       |
| 427739 | 2004 RA71              | 8 de setembre de 2004  | Socorro              | LINEAR                       |
| 427740 | 2004 RA82              | 8 de setembre de 2004  | Palomar              | NEAT                         |
| 427741 | 2004 RQ88              | 8 de setembre de 2004  | Socorro              | LINEAR                       |
| 427742 | 2004 RB96              | 25 d'agost de 2004     | Kitt Peak            | Spacewatch                   |
| 427743 | 2004 RV113             | 9 d'agost de 2004      | Socorro              | LINEAR                       |
| 427744 | 2004 RM125             | 7 de setembre de 2004  | Kitt Peak            | Spacewatch                   |
| 427745 | 2004 RE133             | 7 de setembre de 2004  | Kitt Peak            | Spacewatch                   |
| 427746 | 2004 RS157             | 10 de setembre de 2004 | Socorro              | LINEAR                       |
| 427747 | 2004 RM197             | 10 de setembre de 2004 | Socorro              | LINEAR                       |
| 427748 | 2004 RY289             | 9 de setembre de 2004  | Socorro              | LINEAR                       |
| 427749 | 2004 RM319             | 13 de setembre de 2004 | Kitt Peak            | Spacewatch                   |
| 427750 | 2004 RY324             | 13 de setembre de 2004 | Socorro              | LINEAR                       |
| 427751 | 2004 SD12              | 16 de setembre de 2004 | Siding Spring        | Siding Spring Survey         |
| 427752 | 2004 SZ34              | 17 de setembre de 2004 | Kitt Peak            | Spacewatch                   |
| 427753 | 2004 SR36              | 23 d'agost de 2004     | Kitt Peak            | Spacewatch                   |
| 427754 | 2004 SY51              | 17 de setembre de 2004 | Socorro              | LINEAR                       |
| 427755 | 2004 SQ53              | 22 de setembre de 2004 | Socorro              | LINEAR                       |
| 427756 | 2004 TH3               | 4 d'octubre de 2004    | Kitt Peak            | Spacewatch                   |
| 427757 | 2004 TV13              | 8 d'octubre de 2004    | Anderson Mesa        | LONEOS                       |
| 427758 | 2004 TF40              | 10 de setembre de 2004 | Kitt Peak            | Spacewatch                   |
| 427759 | 2004 TC58              | 22 de setembre de 2004 | Socorro              | LINEAR                       |
| 427760 | 2004 TM61              | 5 d'octubre de 2004    | Anderson Mesa        | LONEOS                       |
| 427761 | 2004 TU68              | 5 d'octubre de 2004    | Anderson Mesa        | LONEOS                       |
| 427762 | 2004 TT106             | 7 d'octubre de 2004    | Socorro              | LINEAR                       |
| 427763 | 2004 TJ138             | 9 d'octubre de 2004    | Anderson Mesa        | LONEOS                       |
| 427764 | 2004 TP148             | 6 d'octubre de 2004    | Kitt Peak            | Spacewatch                   |
| 427765 | 2004 TD149             | 6 d'octubre de 2004    | Kitt Peak            | Spacewatch                   |
| 427766 | 2004 TE183             | 10 de setembre de 2004 | Kitt Peak            | Spacewatch                   |
| 427767 | 2004 TG183             | 7 d'octubre de 2004    | Kitt Peak            | Spacewatch                   |
| 427768 | 2004 TR202             | 7 d'octubre de 2004    | Kitt Peak            | Spacewatch                   |
| 427769 | 2004 TA256             | 9 d'octubre de 2004    | Palomar              | NEAT                         |
| 427770 | 2004 TA334             | 9 d'octubre de 2004    | Kitt Peak            | Spacewatch                   |
| 427771 | 2004 VR1               | 4 de novembre de 2004  | Needville            | Dellinger, J., Garossino, P. |
| 427772 | 2004 VK22              | 4 de novembre de 2004  | Kitt Peak            | Spacewatch                   |
| 427773 | 2004 VU98              | 9 de novembre de 2004  | Mauna Kea            | Veillet, C.                  |
| 427774 | 2004 XZ3               | 10 de novembre de 2004 | Kitt Peak            | Spacewatch                   |
| 427775 | 2004 XN141             | 14 de desembre de 2004 | Socorro              | LINEAR                       |
| 427776 | 2004 YE36              | 21 de desembre de 2004 | Catalina             | CSS                          |
| 427777 | 2005 AC20              | 6 de gener de 2005     | Socorro              | LINEAR                       |
| 427778 | 2005 BE                | 16 de gener de 2005    | Catalina             | CSS                          |
| 427779 | 2005 BF17              | 16 de gener de 2005    | Kitt Peak            | Spacewatch                   |
| 427780 | 2005 CU29              | 1 de febrer de 2005    | Kitt Peak            | Spacewatch                   |
| 427781 | 2005 CJ32              | 1 de febrer de 2005    | Kitt Peak            | Spacewatch                   |
| 427782 | 2005 CO36              | 19 de gener de 2005    | Kitt Peak            | Spacewatch                   |
| 427783 | 2005 EN37              | 4 de març de 2005      | Kitt Peak            | Spacewatch                   |
| 427784 | 2005 EL56              | 4 de març de 2005      | Kitt Peak            | Spacewatch                   |
| 427785 | 2005 EC83              | 4 de març de 2005      | Kitt Peak            | Spacewatch                   |
| 427786 | 2005 ER90              | 8 de març de 2005      | Socorro              | LINEAR                       |
| 427787 | 2005 ES162             | 10 de març de 2005     | Mount Lemmon         | Mt. Lemmon Survey            |
| 427788 | 2005 EU166             | 4 de març de 2005      | Kitt Peak            | Spacewatch                   |
| 427789 | 2005 EC182             | 9 de març de 2005      | Socorro              | LINEAR                       |
| 427790 | 2005 EE243             | 11 de març de 2005     | Kitt Peak            | Spacewatch                   |
| 427791 | 2005 EO245             | 12 de març de 2005     | Kitt Peak            | Spacewatch                   |
| 427792 | 2005 EN271             | 13 de març de 2005     | Catalina             | CSS                          |
| 427793 | 2005 ED327             | 11 de març de 2005     | Kitt Peak            | Spacewatch                   |
| 427794 | 2005 ES327             | 12 de març de 2005     | Kitt Peak            | Spacewatch                   |
| 427795 | 2005 FL                | 16 de març de 2005     | Catalina             | CSS                          |
| 427796 | 2005 GK34              | 1 d'abril de 2005      | Kitt Peak            | Spacewatch                   |
| 427797 | 2005 GS48              | 5 d'abril de 2005      | Mount Lemmon         | Mt. Lemmon Survey            |
| 427798 | 2005 GJ58              | 6 d'abril de 2005      | Mount Lemmon         | Mt. Lemmon Survey            |
| 427799 | 2005 GX65              | 2 d'abril de 2005      | Catalina             | CSS                          |
| 427800 | 2005 GF76              | 5 d'abril de 2005      | Catalina             | CSS                          |

## 427801– 427900
| Nom    | Designació provisional | Data de descobriment   | Lloc de descobriment | Descobridor/s        |
| ------ | ---------------------- | ---------------------- | -------------------- | -------------------- |
| 427801 | 2005 GP88              | 5 d'abril de 2005      | Mount Lemmon         | Mt. Lemmon Survey    |
| 427802 | 2005 GY101             | 9 d'abril de 2005      | Socorro              | LINEAR               |
| 427803 | 2005 GG110             | 10 d'abril de 2005     | Mount Lemmon         | Mt. Lemmon Survey    |
| 427804 | 2005 GG113             | 8 d'abril de 2005      | Socorro              | LINEAR               |
| 427805 | 2005 GS116             | 11 d'abril de 2005     | Kitt Peak            | Spacewatch           |
| 427806 | 2005 GE127             | 12 d'abril de 2005     | Anderson Mesa        | LONEOS               |
| 427807 | 2005 GH130             | 7 d'abril de 2005      | Kitt Peak            | Spacewatch           |
| 427808 | 2005 GE142             | 10 d'abril de 2005     | Kitt Peak            | Spacewatch           |
| 427809 | 2005 GG169             | 12 d'abril de 2005     | Kitt Peak            | Spacewatch           |
| 427810 | 2005 GY169             | 10 de març de 2005     | Mount Lemmon         | Mt. Lemmon Survey    |
| 427811 | 2005 GT171             | 2 d'abril de 2005      | Catalina             | CSS                  |
| 427812 | 2005 GS179             | 1 d'abril de 2005      | Catalina             | CSS                  |
| 427813 | 2005 GC180             | 7 d'abril de 2005      | Catalina             | CSS                  |
| 427814 | 2005 GV189             | 12 d'abril de 2005     | Kitt Peak            | Buie, M. W.          |
| 427815 | 2005 GS223             | 13 d'abril de 2005     | Socorro              | LINEAR               |
| 427816 | 2005 GX225             | 6 d'abril de 2005      | Mount Lemmon         | Mt. Lemmon Survey    |
| 427817 | 2005 HD5               | 30 d'abril de 2005     | Kitt Peak            | Spacewatch           |
| 427818 | 2005 HG6               | 30 d'abril de 2005     | Kitt Peak            | Spacewatch           |
| 427819 | 2005 JG22              | 4 de maig de 2005      | Catalina             | CSS                  |
| 427820 | 2005 JU24              | 3 de maig de 2005      | Kitt Peak            | Spacewatch           |
| 427821 | 2005 JG55              | 4 de maig de 2005      | Kitt Peak            | Spacewatch           |
| 427822 | 2005 JO64              | 4 de maig de 2005      | Palomar              | NEAT                 |
| 427823 | 2005 JV69              | 7 de maig de 2005      | Kitt Peak            | Spacewatch           |
| 427824 | 2005 JC78              | 30 d'abril de 2005     | Kitt Peak            | Spacewatch           |
| 427825 | 2005 JD78              | 30 d'abril de 2005     | Kitt Peak            | Spacewatch           |
| 427826 | 2005 JO80              | 10 de maig de 2005     | Kitt Peak            | Spacewatch           |
| 427827 | 2005 JT80              | 6 de maig de 2005      | Anderson Mesa        | LONEOS               |
| 427828 | 2005 JB100             | 1 de gener de 1998     | Kitt Peak            | Spacewatch           |
| 427829 | 2005 JD103             | 9 de maig de 2005      | Kitt Peak            | Spacewatch           |
| 427830 | 2005 JB108             | 12 de maig de 2005     | Socorro              | LINEAR               |
| 427831 | 2005 JQ108             | 4 de maig de 2005      | Kitt Peak            | Deep Lens Survey     |
| 427832 | 2005 JO111             | 9 de maig de 2005      | Kitt Peak            | Spacewatch           |
| 427833 | 2005 JH112             | 9 de maig de 2005      | Catalina             | CSS                  |
| 427834 | 2005 JY114             | 10 de maig de 2005     | Kitt Peak            | Spacewatch           |
| 427835 | 2005 JG120             | 10 de maig de 2005     | Kitt Peak            | Spacewatch           |
| 427836 | 2005 JN123             | 11 de maig de 2005     | Kitt Peak            | Spacewatch           |
| 427837 | 2005 JQ132             | 3 de maig de 2005      | Kitt Peak            | Spacewatch           |
| 427838 | 2005 JM145             | 14 de maig de 2005     | Socorro              | LINEAR               |
| 427839 | 2005 JU153             | 4 de maig de 2005      | Kitt Peak            | Spacewatch           |
| 427840 | 2005 LE4               | 1 de juny de 2005      | Kitt Peak            | Spacewatch           |
| 427841 | 2005 LD9               | 19 de maig de 2005     | Mount Lemmon         | Mt. Lemmon Survey    |
| 427842 | 2005 LT11              | 3 de juny de 2005      | Kitt Peak            | Spacewatch           |
| 427843 | 2005 LN22              | 8 de juny de 2005      | Kitt Peak            | Spacewatch           |
| 427844 | 2005 LZ24              | 16 de maig de 2005     | Mount Lemmon         | Mt. Lemmon Survey    |
| 427845 | 2005 LH52              | 15 de juny de 2005     | Mount Lemmon         | Mt. Lemmon Survey    |
| 427846 | 2005 MN8               | 28 de juny de 2005     | Palomar              | NEAT                 |
| 427847 | 2005 ME18              | 27 de juny de 2005     | Kitt Peak            | Spacewatch           |
| 427848 | 2005 MC24              | 27 de juny de 2005     | Kitt Peak            | Spacewatch           |
| 427849 | 2005 MP30              | 29 de juny de 2005     | Kitt Peak            | Spacewatch           |
| 427850 | 2005 MQ30              | 29 de juny de 2005     | Kitt Peak            | Spacewatch           |
| 427851 | 2005 MD37              | 30 de juny de 2005     | Kitt Peak            | Spacewatch           |
| 427852 | 2005 MT49              | 30 de juny de 2005     | Kitt Peak            | Spacewatch           |
| 427853 | 2005 MJ54              | 30 de juny de 2005     | Palomar              | NEAT                 |
| 427854 | 2005 NK47              | 7 de juliol de 2005    | Kitt Peak            | Spacewatch           |
| 427855 | 2005 NN67              | 3 de juliol de 2005    | Apache Point         | Apache Point         |
| 427856 | 2005 NZ67              | 3 de juliol de 2005    | Mount Lemmon         | Mt. Lemmon Survey    |
| 427857 | 2005 NP76              | 10 de juliol de 2005   | Kitt Peak            | Spacewatch           |
| 427858 | 2005 NR93              | 14 de juny de 2005     | Mount Lemmon         | Mt. Lemmon Survey    |
| 427859 | 2005 NA120             | 7 de juliol de 2005    | Mauna Kea            | Veillet, C.          |
| 427860 | 2005 OJ28              | 30 de juliol de 2005   | Palomar              | NEAT                 |
| 427861 | 2005 OV31              | 25 de juliol de 2005   | Siding Spring        | Siding Spring Survey |
| 427862 | 2005 PV4               | 7 d'agost de 2005      | Siding Spring        | Siding Spring Survey |
| 427863 | 2005 PD12              | 4 d'agost de 2005      | Palomar              | NEAT                 |
| 427864 | 2005 QH10              | 25 d'agost de 2005     | Campo Imperatore     | CINEOS               |
| 427865 | 2005 QN27              | 27 d'agost de 2005     | Kitt Peak            | Spacewatch           |
| 427866 | 2005 QV59              | 25 d'agost de 2005     | Palomar              | NEAT                 |
| 427867 | 2005 QP90              | 25 d'agost de 2005     | Palomar              | NEAT                 |
| 427868 | 2005 QD95              | 27 d'agost de 2005     | Palomar              | NEAT                 |
| 427869 | 2005 QT99              | 27 d'agost de 2005     | Palomar              | NEAT                 |
| 427870 | 2005 QJ131             | 28 d'agost de 2005     | Kitt Peak            | Spacewatch           |
| 427871 | 2005 RM27              | 10 de setembre de 2005 | Anderson Mesa        | LONEOS               |
| 427872 | 2005 ST5               | 23 de setembre de 2005 | Catalina             | CSS                  |
| 427873 | 2005 SK29              | 23 de setembre de 2005 | Kitt Peak            | Spacewatch           |
| 427874 | 2005 SC32              | 23 de setembre de 2005 | Kitt Peak            | Spacewatch           |
| 427875 | 2005 SU57              | 26 de setembre de 2005 | Kitt Peak            | Spacewatch           |
| 427876 | 2005 SZ84              | 24 de setembre de 2005 | Kitt Peak            | Spacewatch           |
| 427877 | 2005 SE102             | 25 de setembre de 2005 | Kitt Peak            | Spacewatch           |
| 427878 | 2005 SH115             | 27 de setembre de 2005 | Kitt Peak            | Spacewatch           |
| 427879 | 2005 SO147             | 25 de setembre de 2005 | Kitt Peak            | Spacewatch           |
| 427880 | 2005 SZ148             | 25 de setembre de 2005 | Kitt Peak            | Spacewatch           |
| 427881 | 2005 SC149             | 25 de setembre de 2005 | Kitt Peak            | Spacewatch           |
| 427882 | 2005 SQ156             | 26 de setembre de 2005 | Kitt Peak            | Spacewatch           |
| 427883 | 2005 SB178             | 29 de setembre de 2005 | Kitt Peak            | Spacewatch           |
| 427884 | 2005 ST191             | 29 de setembre de 2005 | Mount Lemmon         | Mt. Lemmon Survey    |
| 427885 | 2005 SR218             | 30 de setembre de 2005 | Palomar              | NEAT                 |
| 427886 | 2005 SC236             | 29 de setembre de 2005 | Kitt Peak            | Spacewatch           |
| 427887 | 2005 SP289             | 28 de setembre de 2005 | Palomar              | NEAT                 |
| 427888 | 2005 SU289             | 30 de setembre de 2005 | Catalina             | CSS                  |
| 427889 | 2005 TV9               | 1 d'octubre de 2005    | Anderson Mesa        | LONEOS               |
| 427890 | 2005 TH15              | 1 d'octubre de 2005    | Catalina             | CSS                  |
| 427891 | 2005 TC40              | 1 d'octubre de 2005    | Kitt Peak            | Spacewatch           |
| 427892 | 2005 TQ77              | 6 d'octubre de 2005    | Catalina             | CSS                  |
| 427893 | 2005 TA80              | 2 d'octubre de 2005    | Mount Lemmon         | Mt. Lemmon Survey    |
| 427894 | 2005 UA2               | 22 d'octubre de 2005   | Goodricke-Pigott     | Tucker, R. A.        |
| 427895 | 2005 UN20              | 22 d'octubre de 2005   | Catalina             | CSS                  |
| 427896 | 2005 UD36              | 24 d'octubre de 2005   | Kitt Peak            | Spacewatch           |
| 427897 | 2005 UK37              | 24 d'octubre de 2005   | Kitt Peak            | Spacewatch           |
| 427898 | 2005 UA94              | 22 d'octubre de 2005   | Kitt Peak            | Spacewatch           |
| 427899 | 2005 UB97              | 22 d'octubre de 2005   | Kitt Peak            | Spacewatch           |
| 427900 | 2005 UB101             | 22 d'octubre de 2005   | Kitt Peak            | Spacewatch           |

## 427901–428000
| Nom    | Designació provisional | Data de descobriment   | Lloc de descobriment | Descobridor/s     |
| ------ | ---------------------- | ---------------------- | -------------------- | ----------------- |
| 427901 | 2005 UB103             | 22 d'octubre de 2005   | Kitt Peak            | Spacewatch        |
| 427902 | 2005 UT126             | 24 d'octubre de 2005   | Kitt Peak            | Spacewatch        |
| 427903 | 2005 UD132             | 24 d'octubre de 2005   | Palomar              | NEAT              |
| 427904 | 2005 UC154             | 26 d'octubre de 2005   | Kitt Peak            | Spacewatch        |
| 427905 | 2005 UM173             | 24 d'octubre de 2005   | Kitt Peak            | Spacewatch        |
| 427906 | 2005 UU186             | 26 d'octubre de 2005   | Kitt Peak            | Spacewatch        |
| 427907 | 2005 UK229             | 25 d'octubre de 2005   | Kitt Peak            | Spacewatch        |
| 427908 | 2005 US237             | 25 d'octubre de 2005   | Kitt Peak            | Spacewatch        |
| 427909 | 2005 UF238             | 25 d'octubre de 2005   | Kitt Peak            | Spacewatch        |
| 427910 | 2005 UZ241             | 25 d'octubre de 2005   | Kitt Peak            | Spacewatch        |
| 427911 | 2005 UK266             | 27 d'octubre de 2005   | Kitt Peak            | Spacewatch        |
| 427912 | 2005 US280             | 24 d'octubre de 2005   | Kitt Peak            | Spacewatch        |
| 427913 | 2005 UU288             | 26 d'octubre de 2005   | Kitt Peak            | Spacewatch        |
| 427914 | 2005 UF314             | 3 de setembre de 2005  | Catalina             | CSS               |
| 427915 | 2005 UC331             | 29 d'octubre de 2005   | Catalina             | CSS               |
| 427916 | 2005 UZ333             | 29 d'octubre de 2005   | Mount Lemmon         | Mt. Lemmon Survey |
| 427917 | 2005 UO365             | 27 d'octubre de 2005   | Kitt Peak            | Spacewatch        |
| 427918 | 2005 UF393             | 30 d'octubre de 2005   | Mount Lemmon         | Mt. Lemmon Survey |
| 427919 | 2005 UF397             | 28 d'octubre de 2005   | Socorro              | LINEAR            |
| 427920 | 2005 UG398             | 30 d'octubre de 2005   | Catalina             | CSS               |
| 427921 | 2005 UK406             | 30 d'octubre de 2005   | Kitt Peak            | Spacewatch        |
| 427922 | 2005 UV500             | 27 d'octubre de 2005   | Catalina             | CSS               |
| 427923 | 2005 UM508             | 27 d'octubre de 2005   | Anderson Mesa        | LONEOS            |
| 427924 | 2005 UY522             | 27 d'octubre de 2005   | Apache Point         | Becker, A. C.     |
| 427925 | 2005 UM523             | 27 d'octubre de 2005   | Apache Point         | Becker, A. C.     |
| 427926 | 2005 UQ524             | 24 d'octubre de 2005   | Kitt Peak            | Spacewatch        |
| 427927 | 2005 UE530             | 27 d'octubre de 2005   | Kitt Peak            | Spacewatch        |
| 427928 | 2005 VQ1               | 4 de novembre de 2005  | Wrightwood           | Young, J. W.      |
| 427929 | 2005 VQ3               | 1 de novembre de 2005  | Anderson Mesa        | LONEOS            |
| 427930 | 2005 VL26              | 3 de novembre de 2005  | Mount Lemmon         | Mt. Lemmon Survey |
| 427931 | 2005 VC28              | 4 de novembre de 2005  | Kitt Peak            | Spacewatch        |
| 427932 | 2005 VS33              | 2 de novembre de 2005  | Mount Lemmon         | Mt. Lemmon Survey |
| 427933 | 2005 VW40              | 1 de novembre de 2005  | Mount Lemmon         | Mt. Lemmon Survey |
| 427934 | 2005 VW65              | 1 de novembre de 2005  | Mount Lemmon         | Mt. Lemmon Survey |
| 427935 | 2005 VR69              | 1 de novembre de 2005  | Mount Lemmon         | Mt. Lemmon Survey |
| 427936 | 2005 VT91              | 6 de novembre de 2005  | Mount Lemmon         | Mt. Lemmon Survey |
| 427937 | 2005 VG97              | 5 de novembre de 2005  | Kitt Peak            | Spacewatch        |
| 427938 | 2005 VE134             | 2 de novembre de 2005  | Apache Point         | Becker, A. C.     |
| 427939 | 2005 WG                | 19 de novembre de 2005 | Wrightwood           | Young, J. W.      |
| 427940 | 2005 WE42              | 28 de novembre de 2005 | Kitt Peak            | Spacewatch        |
| 427941 | 2005 WF46              | 22 de novembre de 2005 | Catalina             | CSS               |
| 427942 | 2005 WB61              | 25 de novembre de 2005 | Kitt Peak            | Spacewatch        |
| 427943 | 2005 WA88              | 28 de novembre de 2005 | Mount Lemmon         | Mt. Lemmon Survey |
| 427944 | 2005 WZ109             | 27 de novembre de 2005 | Mount Lemmon         | Mt. Lemmon Survey |
| 427945 | 2005 WP140             | 26 de novembre de 2005 | Mount Lemmon         | Mt. Lemmon Survey |
| 427946 | 2005 WS142             | 29 de novembre de 2005 | Mount Lemmon         | Mt. Lemmon Survey |
| 427947 | 2005 WQ145             | 25 de novembre de 2005 | Kitt Peak            | Spacewatch        |
| 427948 | 2005 WR156             | 30 de novembre de 2005 | Kitt Peak            | Spacewatch        |
| 427949 | 2005 WZ169             | 30 de novembre de 2005 | Kitt Peak            | Spacewatch        |
| 427950 | 2005 WH176             | 30 de novembre de 2005 | Kitt Peak            | Spacewatch        |
| 427951 | 2005 WJ183             | 28 de novembre de 2005 | Socorro              | LINEAR            |
| 427952 | 2005 WY198             | 25 de novembre de 2005 | Kitt Peak            | Spacewatch        |
| 427953 | 2005 XH43              | 2 de desembre de 2005  | Kitt Peak            | Spacewatch        |
| 427954 | 2005 XB45              | 2 de desembre de 2005  | Kitt Peak            | Spacewatch        |
| 427955 | 2005 XO49              | 2 de desembre de 2005  | Kitt Peak            | Spacewatch        |
| 427956 | 2005 XS50              | 2 de desembre de 2005  | Kitt Peak            | Spacewatch        |
| 427957 | 2005 XV54              | 5 de desembre de 2005  | Kitt Peak            | Spacewatch        |
| 427958 | 2005 XD67              | 25 de novembre de 2005 | Kitt Peak            | Spacewatch        |
| 427959 | 2005 XA71              | 2 de desembre de 2005  | Kitt Peak            | Spacewatch        |
| 427960 | 2005 YA51              | 25 de desembre de 2005 | Mount Lemmon         | Mt. Lemmon Survey |
| 427961 | 2005 YH54              | 25 de desembre de 2005 | Kitt Peak            | Spacewatch        |
| 427962 | 2005 YD56              | 28 de desembre de 2005 | Kitt Peak            | Spacewatch        |
| 427963 | 2005 YF65              | 25 de desembre de 2005 | Kitt Peak            | Spacewatch        |
| 427964 | 2005 YY66              | 25 de desembre de 2005 | Kitt Peak            | Spacewatch        |
| 427965 | 2005 YD71              | 8 de desembre de 2005  | Kitt Peak            | Spacewatch        |
| 427966 | 2005 YX83              | 24 de desembre de 2005 | Kitt Peak            | Spacewatch        |
| 427967 | 2005 YZ85              | 2 de desembre de 2005  | Mount Lemmon         | Mt. Lemmon Survey |
| 427968 | 2005 YQ105             | 25 de desembre de 2005 | Kitt Peak            | Spacewatch        |
| 427969 | 2005 YU108             | 25 de desembre de 2005 | Kitt Peak            | Spacewatch        |
| 427970 | 2005 YC118             | 25 de desembre de 2005 | Kitt Peak            | Spacewatch        |
| 427971 | 2005 YG125             | 26 de desembre de 2005 | Kitt Peak            | Spacewatch        |
| 427972 | 2005 YY141             | 28 de desembre de 2005 | Mount Lemmon         | Mt. Lemmon Survey |
| 427973 | 2005 YW142             | 28 de desembre de 2005 | Mount Lemmon         | Mt. Lemmon Survey |
| 427974 | 2005 YB167             | 27 de desembre de 2005 | Kitt Peak            | Spacewatch        |
| 427975 | 2005 YP171             | 10 de desembre de 2005 | Catalina             | CSS               |
| 427976 | 2005 YZ171             | 22 de desembre de 2005 | Catalina             | CSS               |
| 427977 | 2005 YL191             | 30 de desembre de 2005 | Kitt Peak            | Spacewatch        |
| 427978 | 2005 YO204             | 25 de desembre de 2005 | Mount Lemmon         | Mt. Lemmon Survey |
| 427979 | 2005 YV231             | 27 de desembre de 2005 | Mount Lemmon         | Mt. Lemmon Survey |
| 427980 | 2005 YQ239             | 29 de desembre de 2005 | Kitt Peak            | Spacewatch        |
| 427981 | 2005 YJ290             | 30 de desembre de 2005 | Kitt Peak            | Spacewatch        |
| 427982 | 2006 AY14              | 5 de gener de 2006     | Mount Lemmon         | Mt. Lemmon Survey |
| 427983 | 2006 AJ21              | 5 de gener de 2006     | Catalina             | CSS               |
| 427984 | 2006 AU26              | 5 de gener de 2006     | Kitt Peak            | Spacewatch        |
| 427985 | 2006 AP38              | 7 de gener de 2006     | Mount Lemmon         | Mt. Lemmon Survey |
| 427986 | 2006 AQ51              | 5 de gener de 2006     | Kitt Peak            | Spacewatch        |
| 427987 | 2006 AG52              | 5 de gener de 2006     | Kitt Peak            | Spacewatch        |
| 427988 | 2006 AJ52              | 25 de desembre de 2005 | Kitt Peak            | Spacewatch        |
| 427989 | 2006 AC54              | 5 de gener de 2006     | Kitt Peak            | Spacewatch        |
| 427990 | 2006 AZ54              | 5 de gener de 2006     | Kitt Peak            | Spacewatch        |
| 427991 | 2006 AL59              | 4 de gener de 2006     | Kitt Peak            | Spacewatch        |
| 427992 | 2006 AX74              | 5 de novembre de 2005  | Kitt Peak            | Spacewatch        |
| 427993 | 2006 AR105             | 7 de gener de 2006     | Mount Lemmon         | Mt. Lemmon Survey |
| 427994 | 2006 BA7               | 20 de gener de 2006    | Kitt Peak            | Spacewatch        |
| 427995 | 2006 BZ14              | 22 de gener de 2006    | Mount Lemmon         | Mt. Lemmon Survey |
| 427996 | 2006 BF24              | 23 de gener de 2006    | Mount Lemmon         | Mt. Lemmon Survey |
| 427997 | 2006 BD27              | 20 de gener de 2006    | Kitt Peak            | Spacewatch        |
| 427998 | 2006 BL32              | 20 de gener de 2006    | Kitt Peak            | Spacewatch        |
| 427999 | 2006 BB36              | 23 de gener de 2006    | Kitt Peak            | Spacewatch        |
| 428000 | 2006 BC38              | 23 de gener de 2006    | Kitt Peak            | Spacewatch        |